# Teterow
Teterow [ˈteːtəroː], regional auch ['te:tro:], ist eine mecklenburgische Stadt im Landkreis Rostock in Mecklenburg-Vorpommern (Deutschland), die im 13. Jahrhundert entstand. Von 1952 bis 1994 war Teterow Kreisstadt des gleichnamigen Kreises. Die Stadt ist Sitz des Amtes Mecklenburgische Schweiz, dem 15 Gemeinden angehören, selbst aber amtsfrei. Sie ist eines der 18 Mittelzentren des Landes und nach Güstrow und Bad Doberan die drittgrößte Stadt im Landkreis Rostock.
Bekannt ist Teterow als ein wichtiges Ziel in der Urlaubsregion Mecklenburgische Schweiz, durch seine Burgwallinsel, die Altstadt mit vielen Baudenkmalen und die alljährlichen Motorradrennen auf dem Bergring. Seit September 2017 trägt sie den Titel Bergringstadt auch im Namen und an den Ortsschildern.

## Geographie

### Lage

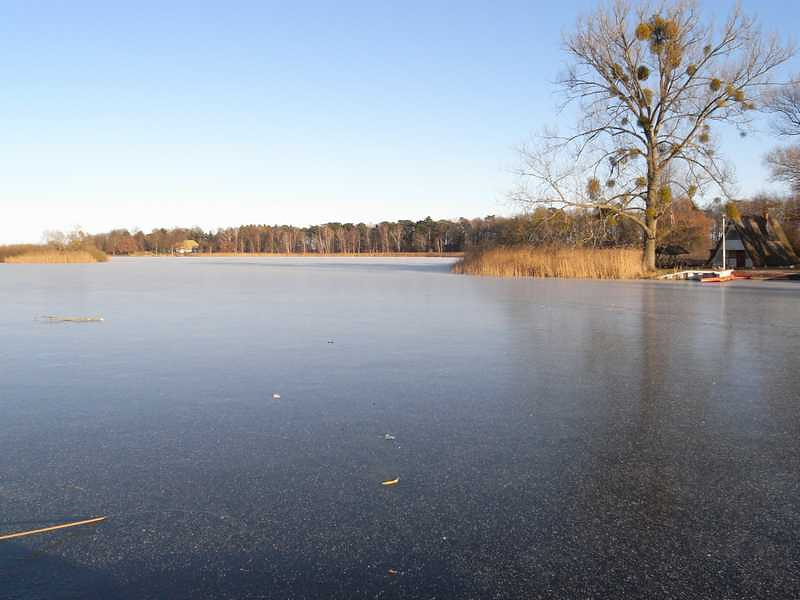
Teterower See mit Burgwallinsel

Die Stadt liegt in einer Senke in der Mecklenburgischen Schweiz am Teterower See und ist der geographische Mittelpunkt von Mecklenburg-Vorpommern.
Südwestlich von Teterow entspringt die Kleine Peene und fließt in den Mühlenteich. Den Mühlenteich verlässt sie an der alten Stadtmühle Teterow (heute Restaurant und Kulturzentrum) als Mühlbach und westlich davon als Freibach. Beide Bachläufe sind im Stadtkern größtenteils unterirdisch kanalisiert. Der Mühlbach folgt der Großen Bachstraße und fließt ab der Seestraße im offenen Kanal in den Teterower See. Der Freibach folgt der Straße  Am Wall und entlang der Gasstraße in den Teterower See. Auch hier läuft der Bach, im oberen Drittel der Gasstraße, im offenen Kanal.
Die höchste Erhebung des Stadtgebiets liegt mit 92,7 m ü. NHN in den maximal 100,4 m hohen Heidbergen; dort befindet sich auf dem Ehrenmal in den Heidbergen eine Aussichtsplattform. Weitere Erhebungen sind der Hollerberg mit 68 m, der Silberberg (63,7 m) bei Teschow, der Grambzower Berg (61,9 m) und das Hohe Holz (59,3 m).

### Stadtgliederung

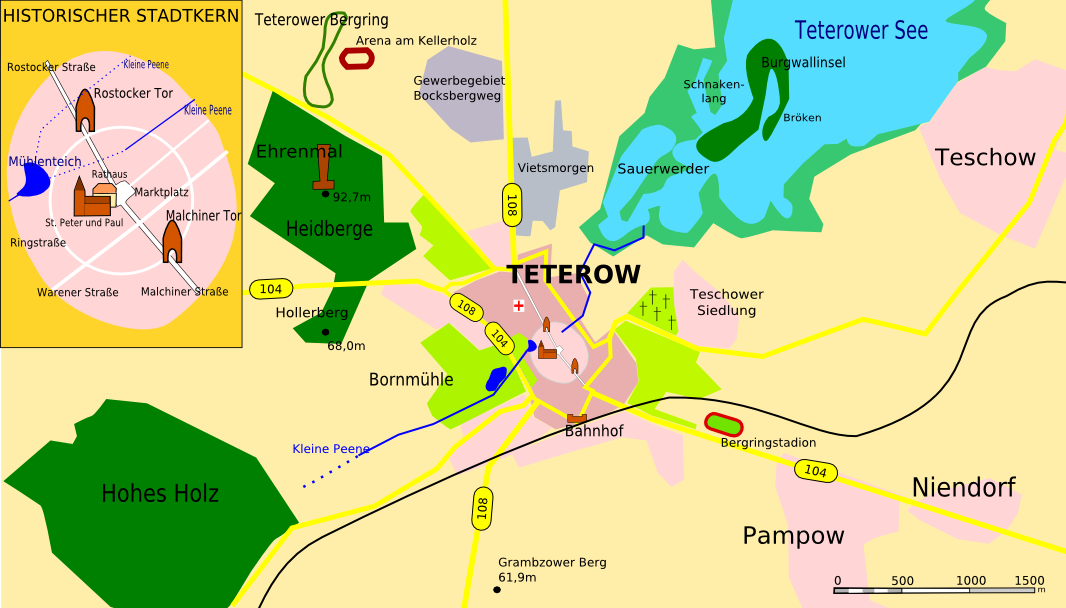
Stadtkarte von Teterow

Teterow ist in die eigentliche Stadt, die Stadtrandsiedlung, die Teschower Siedlung und die Plattenbaugebiete Teterow-Ost, -Nord und -West gegliedert.
Historisch wurde die eigentliche Stadt in die Altstadt (das von den vier Ringstraßen umschlossene Gebiet zwischen den Stadttoren) und die Rostocker-, Malchiner- und Warener Vorstadt eingeteilt.
Zu Teterow gehören seit 1952 als Ortsteile die ehemaligen Gemeinden und Gutsdörfer Niendorf, Pampow und Teschow, sowie der Wohnplatz Abgegrabenfelde.

### Nachbargemeinden
An die Stadt grenzen folgende Gemeinden (im Uhrzeigersinn im Südosten beginnend): Schorssow, Hohen Demzin, Groß Wokern, Groß Roge, Dalkendorf, Thürkow, Alt Sührkow, Malchin (im Landkreis Mecklenburgische Seenplatte). Bis auf Malchin gehören alle Nachbargemeinden zum Landkreis Rostock.

## Geschichte

### Name und Vorgeschichte
Der Name Teterow kommt aus dem Altpolabischen tetrev und stellt eine Ableitung von dem slawischen Wort für Auerhahn dar (siehe Tschechische Version des Artikels "Auerhahn"). Das Birkhuhn kann auch als Namensgeber angegeben werden, weil das slawische Wort "kleiner Auerhahn" heißt (siehe Tschechische Version des Artikels "Birkhuhn"). 1272 wird der Ort Thiterow, 1285 Teterowe, 1288 Thitterowe und 1352 auch Thetherow genannt.
Bereits im Neolithikum war der Raum Teterow besiedelt, ab dem 6. Jahrhundert v. Chr. von germanischen Stämmen. Nach deren weitgehendem Abzug zur Zeit der Völkerwanderung siedelten ab dem 6. oder 7. Jahrhundert in der Gegend um den Teterower See die slawischen Liutizen. Teterow war der Zentralort des Stammes der Zirzipanen. Ihr Einzugsgebiet erstreckte sich über eine Reihe von Burgwardbezirken wie Dargun, Krakow, Sukow und Altkalen. Im 9. Jahrhundert wurde auf der Insel im Teterower See ein Burgwall errichtet. Die Burg diente als Fürstensitz und vermutlich als Kultstätte und Tempelort. Unter dem Schutz der Burg entwickelte sich die am Westufer des Teterower Sees gelegene Siedlung zum Marktort.
Entgegen früheren Annahmen hatte die Burg im Teterower See keine überregionale Bedeutung. Sie war auch nicht Sitz des slawischen Fürsten Otimar; dieser wird heute auf der Burg Behren-Lübchin nordwestlich von Gnoien angenommen. In Auseinandersetzungen zwischen den slawischen Stämmen und ihren Fürsten untereinander sowie mit deutschen und dänischen Fürsten war das Gebiet um Teterow zwischen Dänen, Pommern und Obodriten strittig. Im 11. und 12. Jahrhundert kam die Burg mehrfach unter dänische Herrschaft. Letztlich setzten sich die obodritischen Herren von Werle als Vasallen der sächsischen Herrscher durch, und die Region wurde Teil der Herrschaft Werle. Durch die Kriege war ein großer Teil der ansässigen Bevölkerung vernichtet worden. Um das Land zu entwickeln holten die Werleschen Fürsten deutsche Siedler ins Land und gründeten nahe bei der verlassenen Burgwallinsel zunächst ein Bauerndorf (Budorp) mit einem wendischen (also slawischen) Vogt.

### Stadtgründung und Mittelalter

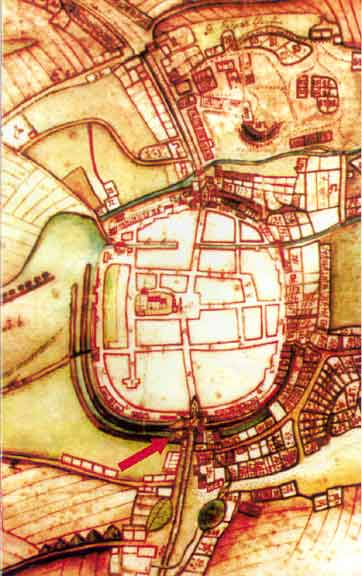
Stadtplan angefertigt von Chr. A. Reinhard 1753

Um 1230 wurde neben dem Dorf Budorp die neue Stadt Teterow von den Werleschen Herren an der Straße von Rostock nach Malchin auf einem von Morast und Wasser umgebenen Hügel in der Nähe des Teterower Sees planmäßig angelegt. In der Stadt lebten sowohl deutsche Kolonisten als auch wendische Bürger. Beide Bevölkerungsgruppen waren auch im Rat der Stadt, der um 1235 vermutlich von Fürst Nikolaus I. von Mecklenburg das Schweriner Stadtrecht verliehen wurde, vertreten. Ein wendischer Ritter vertrat auch in Teterow als Vogt die Macht des Landesfürsten. Die Stiftung und der Bau einer Kirche erfolgte ebenfalls ab ca. 1230.
Die Stadt war über zwei Dämme zugänglich, die die Stadt nach Norden und Süden öffneten. Vor diesen Dämmen liefen die Landstraßen aus verschiedenen Richtungen zusammen: im Norden die Landstraßen von Wokern, Güstrow, Appelhagen, Rostock und Jördenstorf; im Süden die Malchiner, Glasower und die Plauer Landstraße. Die Straßen wurden rechtwinklig angelegt und auf der planierten Hügelkuppe der Marktplatz, das Rathaus und die Kirche angelegt bzw. gebaut. Am 17. Dezember 1272 wurde Teterow erstmals als oppidum urkundlich erwähnt. (Die Urkunde war bis zum Zweiten Weltkrieg im Heimatmuseum ausgestellt und ging mit dem Ende des Zweiten Weltkrieges verloren.) Die am Ufer des Teterower Sees lebenden übrig gebliebenen Slawen siedelten sich in der Stadt Teterow an. Die heutige Stadtkirche St. Peter und Paul entstand ab ca. 1270 (Chor) und war um 1350 vollendet.
1301 begann Magnus II. (Bischof zu Cammin) mit dem Bau der St. Marienkirche vor dem Stadtausgang Richtung Malchin. Diese Kirche entwickelte sich zu einer beliebten Wallfahrtskirche für Marienwallfahrten. Um Teterow wurde eine Stadtmauer gebaut, sie erstreckte sich entlang der heutigen Ringstraßen. Den Schutz verstärkten wassergefüllte Wallgräben, die durch die Kleine Peene gespeist wurden. Im 14. Jahrhundert wurden die beiden Stadttore (Rostocker und Malchiner Tor) erbaut. Sie bestanden jeweils aus dem bis heute erhaltenen Haupttor und einem Außentor. Ein drittes Stadttor, wohl mehr eine kleine Pforte, war das „Gänsetor“ an der Warener Straße. Dieses Tor wurde im 19. Jahrhundert abgebrochen.
Um 1340 brach in Teterow die Pest aus. Die Bevölkerungszahl ging von fast 2000 auf wenige Hundert zurück. Zur Abwendung von Seuchen nahmen Hexenprozesse und antijüdische Ausschreitungen zu. 1357 verhängte der Papst über Teterow aus heute unklaren Gründen den Bann. Zwei Jahre später gelang es dem Teterower Priester Gerhard Vogelsang durch Vermittlung des Camminer Bischofs, den Bann aufzuheben. Als Bedingung musste die St.-Jürgens-Kirche vor dem Rostocker Tor gebaut werden. Ab 1436 wurde Teterow Landstadt in Mecklenburg und war als solche eine der Städte im Wendischen Kreis, die bis 1918 auf mecklenburgischen Landtagen der 1523 vereinten Landstände vertreten waren. 1492 stiftete der Bürgermeister Hagen die Kapelle St. Gertruden vor dem Malchiner Tor.

### Von der Reformation bis ins 19. Jahrhundert
Die Reformation begann in Teterow um 1525. In der Teterower Pfarrkirche wurde 1530 für ein- bis zweimal im Monat ein evangelischer Gottesdienst gehalten. Glaubenskämpfe zwischen katholischen Priestern und den Reformatoren eskalierten. 1553 wurde der evangelische Geistliche Dietrich Mayer umgebracht, 1554 wurden der verantwortliche Orden aufgelöst und drei Vertreter auf dem Teterower Markt öffentlich enthauptet. Ein Bildersturm vernichtete 1559 den Großteil der Kunstwerke (Heiligenbilder, Reliquien, Altäre) in der Pfarrkirche und der St. Marienkirche, die durch den Ablasshandel und Wallfahrten besonders reich geworden war. Die Predigt auf Niederdeutsch wurde eingeführt und der evangelische Gottesdienst die Regel. 1591 wurde die zerstörte Marienkirche abgerissen.
Vor dem Dreißigjährigen Krieg (1618–1648) hatte Teterow ungefähr 1800 Einwohner. Im Krieg verwüsteten versprengte Heeresteile Teterow mehrfach. Es kam zu Vergewaltigungen, Verschleppungen und Ermordungen durch die Besatzer. So zerstörte 1632 ein Großbrand die größten Teile der Stadt. Die Stadtmauer wurde im Krieg zu großen Teilen vernichtet. Auch die Gertrudenkapelle überstand den Krieg nicht. Nach Ende des Krieges hatte Teterow nur noch 300 Einwohner. Vielfach wurde Land widerrechtlich angeeignet und die Bauern, die wirtschaftlich nicht mehr für sich sorgen konnten, in die Leibeigenschaft gezwungen.
Gegen Ende des 17. Jahrhunderts erholte sich die Stadt wieder etwas. In dieser Zeit wurden die Stadtmauer und das Malchiner Außentor wieder ausgebessert. Das Rostocker Außentor dagegen und die St. Jürgenkapelle mussten abgerissen werden. Pastor Felix Fiedler gründete eine Stiftung zur Unterstützung armer Schulkinder. Am 18. August 1700 kam es jedoch zum zweiten Mal zu einer Feuersbrunst, die Teterow in wenigen Stunden fast vollständig vernichtete. Nach Kriegen und dem dritten Großfeuer im Jahr 1722 war die Stadtmauer zu großen Teilen zerstört und nutzlos geworden. Der verarmten Bevölkerung wurde erlaubt, sich aus den Trümmern Häuser zu bauen. So entstand zur Mitte des 18. Jahrhunderts die Ringstraße. Während des Siebenjährigen Krieges wurden auch viele Teterower eingezogen. Einige gerieten dabei in österreichische Gefangenschaft. Beim vierten großen Stadtbrand 1793 wurde der westliche Stadtteil (Köthelsches Viertel) vernichtet.
Im 19. Jahrhundert wuchs Teterow über seine mittelalterlichen Grenzen hinaus. Mit dem Aufkommen der Industrie (Schevens Maschinenfabrik, Müller Feldbahnen und Waggonfabrik, Zuckerfabrik, Brikettfabrik für Torfbriketts, Maschinenfabrik Lohff, Drahtzaunfabrik Moritz Hinzenstern) und der Zunahme der Bevölkerung entstanden die Rostocker Vorstadt im Nordwesten, die Warener Vorstadt im Süden und die Malchiner Vorstadt im Osten. Der langjährige Bürgervorsteher und Ältermann der Zimmerer Vollrath Zingelmann prägte bis zur Jahrhundertmitte die Teterower Kommunalpolitik, wanderte jedoch nach dem Scheitern der bürgerlichen Revolution in Mecklenburg in die Vereinigten Staaten von Amerika aus. 1850 brach in Teterow die Cholera aus. 1860 wurde in Teterow die erste Volksschule gebaut, 1868 die Freiwillige Feuerwehr gegründet.

### Kaiserreich und Weimarer Republik 1871 bis 1933

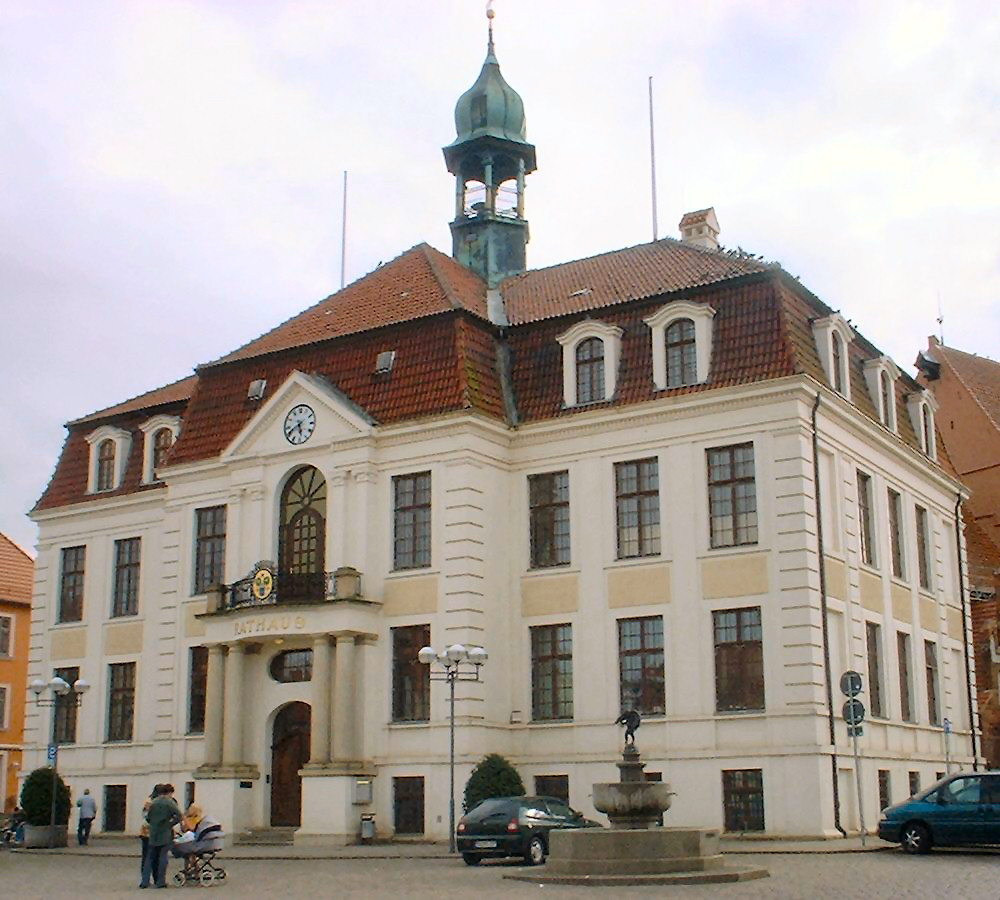
Rathaus am Marktplatz

Unter Franz von Pentz, Bürgermeister von 1880 bis 1908, nahm Teterow einen bedeutenden wirtschaftlichen und kulturellen Aufschwung. Viele Betriebsgründungen erfolgten, das Kaiserliche Postamt (1885), zwei Schulen, eine Turnhalle und das Städtische Krankenhaus wurden gebaut. 1882 wurde auf dem Wilhelmplatz ein Kriegerdenkmal errichtet, die Heidbergsallee angelegt (die später nach von Pentz benannt wurde) und 1902 auf dem Friedrich-Franz-Platz der Bismarck-Stein (ein Findling aus der Pampower Feldmark) aufgestellt. 1908 ließ von Pentz einen neuen Friedhof anlegen, auf dem er selbst, noch vor der Fertigstellung der Anlage im selben Jahr, als erster beerdigt wurde.

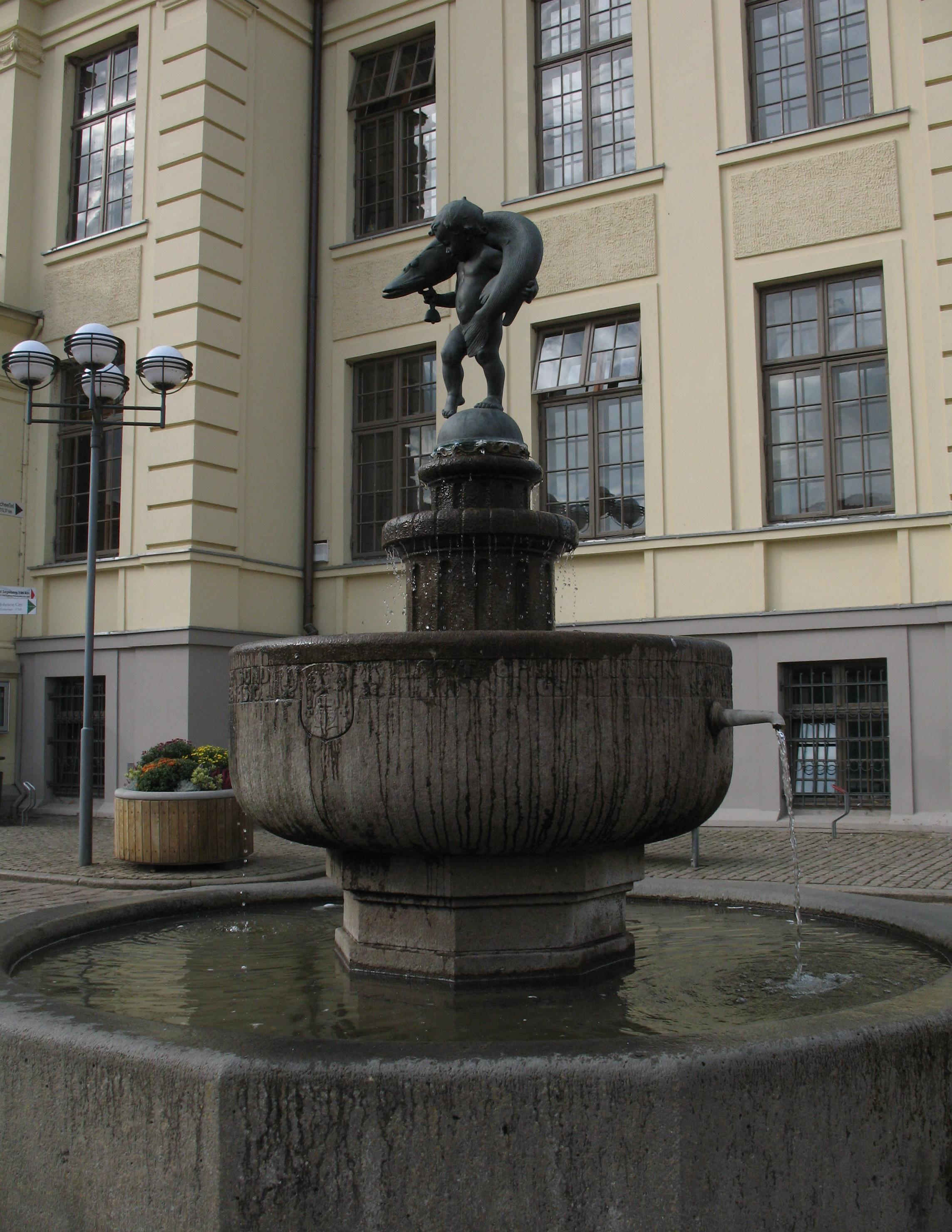
Hechtbrunnen vor dem Rathaus

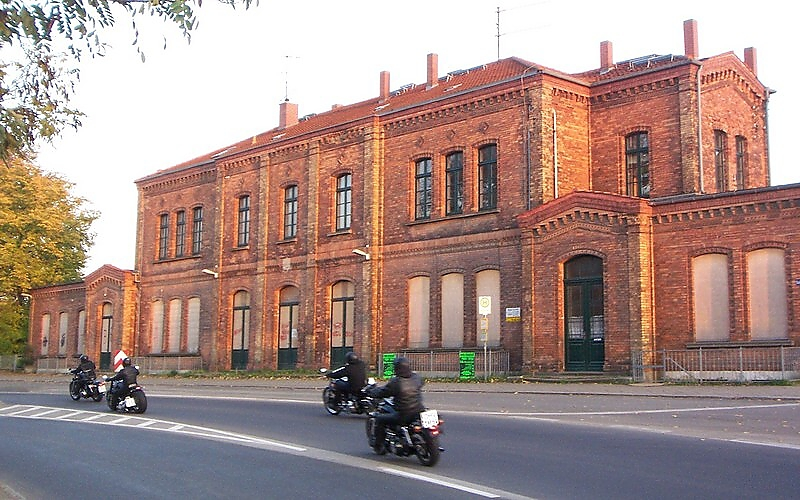
Bahnhofsempfangsgebäude von 1864

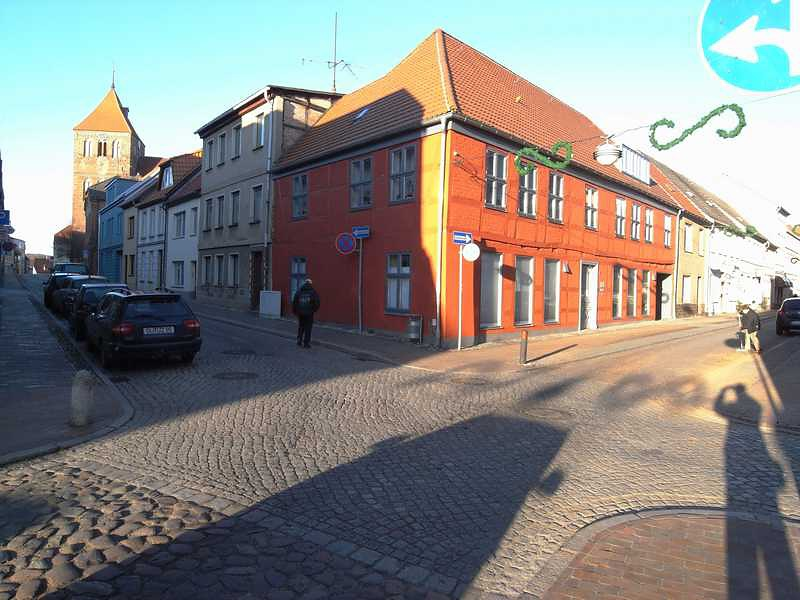
Altstadt mit orthogonalem Straßennetz

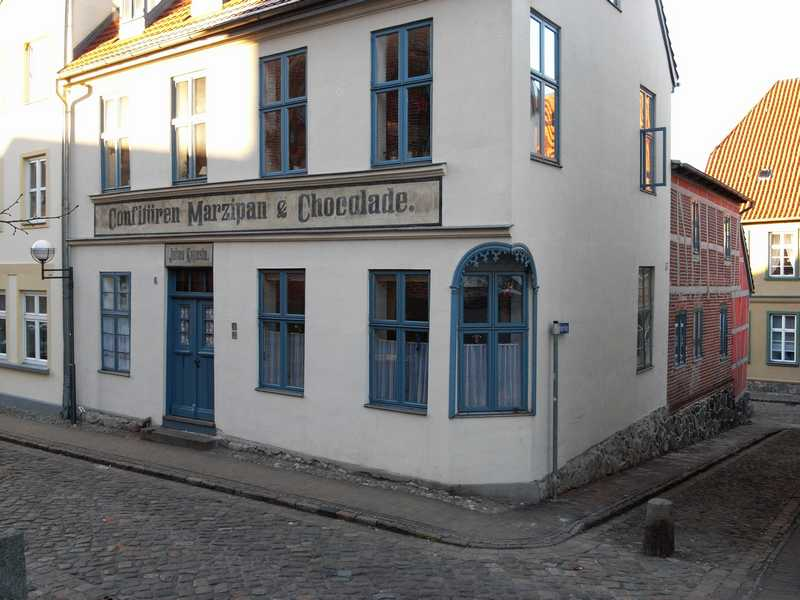
Saniertes Haus mit historischer Reklame

Als das 1708 gebaute Rathaus auf dem Marktplatz nicht mehr den Anforderungen genügte, beschloss man – ebenfalls unter Bürgermeister von Pentz – ein neues zu bauen. Das alte wurde 1908 abgerissen und am 20. November 1910 an der gleichen Stelle ein neues Rathaus eingeweiht. Seit dem 17. Mai 1914 verschönert der Hechtbrunnen, ein von Wilhelm Wandschneider gestalteter Brunnen mit dem Wahrzeichen der Stadt, dem Hecht, den Marktplatz.
Mit dem Ausbruch des Ersten Weltkriegs wurden ab August 1914 auch viele männliche Einwohner Teterows eingezogen. In den mecklenburgischen Regimentern dienten sie zumeist an der Westfront. Mehrere hundert Teterower starben im Kriegseinsatz. Auf Initiative der heimgekehrten Kriegsteilnehmer wurde 1927, an Stelle eines vor dem Krieg geplanten Aussichtsturmes, in den Heidbergen das Ehrenmal für die Gefallenen des Ersten Weltkrieges errichtet.
1926 wurde der DNVP-Politiker und spätere NS-Ministerpräsident Mecklenburgs Friedrich Scharf zum Bürgermeister gewählt, der bis 1932 amtierte.
1930 wurde in den Heidbergen eine Grasrennbahn für Motorräder eingeweiht, für die sich der Name Teterower Bergring einbürgerte, der schließlich offiziell wurde, und die bis heute jährlich zum Bergringrennen an Pfingsten tausende Zuschauer anzieht. Hier übernahm ab 1933 das NSKK das Kommando.
Im Raum Teterow wurden Siedler aus Westfalen und dem Rheinland angesiedelt, die katholische Enklaven schufen.

### NS-Zeit 1933–1945
Auch in Teterow wurden ab 1933 NS-Gegner und Juden (nur noch 25 lebten hier) durch die Nationalsozialisten verfolgt. Am 9. November 1938 wurde die Teterower Synagoge von SA-Männern verwüstet. Die jüdische Gemeinde musste die Kosten für den Abriss des zerstörten Gotteshauses tragen. Mitte November 1942 wurden die letzten vier – via Berlin – ins "Altersghetto" Theresienstadt verschleppt; alle kamen ums Leben.
Ab 1935 wurden die Eigenheimsiedlungen am Appelhäger Weg und an der Teschower Landstraße gebaut.
Im Zweiten Weltkrieg fielen zahlreiche Soldaten aus Teterow. Zahlreiche Kriegsgefangene sowie Frauen und Männer aus den von Deutschland besetzten Ländern in Teterow und Umgebung mussten Zwangsarbeit verrichten. Die zu Tode gekommenen Opfer dieser Zwangsarbeit sind auf dem Sowjetischen Ehrenfriedhof begraben.
Die Stadt selbst überstand den Krieg weitgehend unzerstört. Anfang Mai 1945 rückte die Rote Armee in Teterow ein. Massenvergewaltigungen, Abtransport noch vorhandener Männer und Plünderungen folgten. Zu Kriegsende begingen mindestens 300, nach anderen Berichten 600 Menschen Suizid. Am 2. Mai brannte das als Hilfslazarett dienende und mit Verwundeten überfüllte Kurhaus ab. Die Verwundeten in den anderen Lazaretten konnten kaum noch versorgt werden.

### SBZ und DDR 1945–1990
Im Sommer 1945 brachen Seuchen in der Stadt aus. Ende 1945 wurden unter „Werwolf“-Vorwurf 23 Jugendliche – überwiegend 15 bis 17 Jahre alt – in das Speziallager Nr. 9 Fünfeichen des NKWD verbracht, ein Teil weiter zur Zwangsarbeit nach Sibirien. 21 Jungen kehrten 1948 zurück. Am 1. Januar 1951 wurden die bisher eigenständigen Gemeinden Niendorf und Teschow eingegliedert.
Am 25. Juli 1952 entstand bei der Auflösung der Länder aus dem Ostteil des ehemaligen Landkreises Güstrow, dem Nordteil des Landkreises Waren und dem Westteil des ehemaligen Landkreises Malchin der Kreis Teterow. Am 1. September 1952 wurde Teterow Kreisstadt, die Orte Niendorf, Pampow und Teschow wurden eingemeindet.
Vier- bis fünfhundert Demonstranten forderten am 17. Juni 1953 vor dem Untersuchungsgefängnis die Freilassung politischer Häftlinge, einige wurden tatsächlich freigelassen. Nach der Verhängung des Ausnahmezustands wurden politische Forderungen wie die deutsche Wiedervereinigung laut. Erst sowjetische Truppen stoppten mit Schüssen am Abend den Auflauf.
Zum 1. Januar 1966 wurde der VEB Apparate- und Maschinenfabrik Teterow auf Beschluss des Ministerrates der DDR vom Reparaturwerk Neubrandenburg übernommen. In Teterow wurden überwiegend gepanzerte Räderfahrzeuge (SPW) instand gesetzt. Der Betriebsteil hatte ca. 800 Beschäftigte und war damit der größte Arbeitgeber in Teterow und dem Umland.

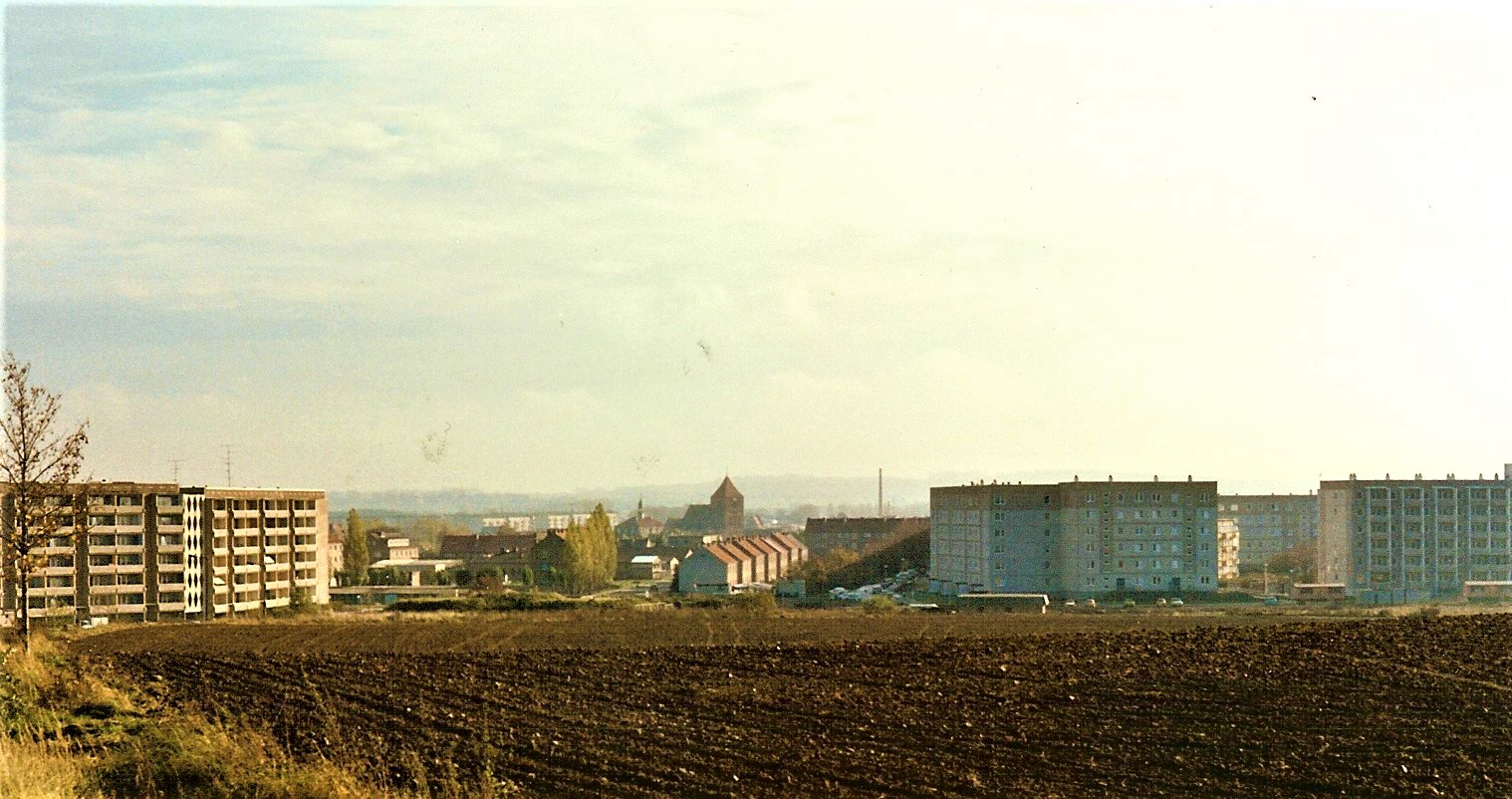
Blick auf Teterow (1989)

Ende der sechziger Jahre begann in Teterow der Bau von Plattenbausiedlungen: 1966–1968 wurde das Neubaugebiet West sowie 1972–1975 das Wohngebiet Ost mit 420 Wohnungen, Schule, Sporthalle, Kaufhalle und Kindereinrichtung gebaut. 1974 wurde die Umgehungsstraße zwischen Platz des Friedens und Schützenplatz fertiggestellt. 1980 erfolgte die Grundsteinlegung für das Wohngebiet Nord mit 450 Wohnungen, Schule und Sporthalle.
1981 verursachten Hochwasser nach sintflutartigen Regenfällen schwere Schäden an Straßen und Gebäuden.
Beginnend im Jahre 1976 wurden im „Erholungsheim Bergring“ der Staatssicherheit insgesamt mehr als 1000 Kämpfer des südafrikanischen African National Congress im Guerilla- und Nahkampf ausgebildet. Zahlreiche Teterow-Absolventen dienten nach 1994 in leitenden Positionen der südafrikanischen Streitkräfte.
Im November 1983 fand in Teterow eine Veranstaltung der Friedensdekade der Evangelischen Kirche statt. Die ZEIT berichtete darüber: „Beten gegen Raketen.“
Am 19. Oktober 1989 fand in Teterow das erste Friedensgebet in der Kirche Peter und Paul statt. Etwa 500 Bürger nahmen daran teil. Am 13. Februar 1990 zog der Rat der Stadt wieder in das Rathaus ein, das während der DDR-Zeit durch die sowjetische Besatzung und die Volkspolizei genutzt worden war. Am 6. Mai fand die erste demokratische Kommunalwahl nach der Wende statt.

### 1990 bis heute
Seit dem 3. Oktober 1990 gehört Teterow wieder zum Land Mecklenburg-Vorpommern, das der Bundesrepublik Deutschland beigetreten ist. Im Zuge der Zusammenlegung der Kreise Teterow, Güstrow und Bützow am 12. Juni 1994 wurde Güstrow zum Verwaltungssitz des neuen Landkreises Güstrow. Teterow war dann bis 2004 amtsfreie Stadt und Sitz des umliegenden Amtes Teterow-Land. Seit 1. Juni 2004 ist die Stadt Amtssitz des Amtes Mecklenburgische Schweiz selbst aber amtsfrei.
Wie in vielen anderen Städten im Osten Deutschlands, hatte die Wiedervereinigung auch Teterow prägende sozial-ökonomische Konsequenzen: In Folge der Abwicklung zahlreicher Unternehmen und Unternehmensstandorte geriet Teterow 1992 durch die bundesweit höchste Arbeitslosenquote, von 30,7 %, in den Fokus der medialen Berichterstattung. Durch die Ansiedlung neuer Unternehmen, beispielsweise dem ersten börsennotiertem Unternehmen Mecklenburg-Vorpommerns, gelang es in den folgenden Jahren allerdings, diese hohe Arbeitslosigkeit signifikant zu supprimieren. Nach der Wende wurde auch der historische Stadtkern im Rahmen der Städtebauförderung gründlich saniert und fügt sich nun in ein insgesamt deutlich verbessertes Stadtbild ein.

## Bevölkerung
| Jahr | Einwohner |
| ---- | --------- |
| 1347 | ca. 2.000 |
| 1353 | ca. 200   |
| 1496 | 585       |
| 1618 | ca. 1.800 |
| 1650 | ca. 300   |
| 1763 | 1.364     |
| 1867 | 5.063     |
| 1875 | 5.247     |
| 1895 | 6.626     |
| 1933 | 8.058     |
| 1939 | 7.816     |

| Jahr | Einwohner |
| ---- | --------- |
| 1946 | 10.488    |
| 1950 | 11.010    |
| 1971 | 11.190    |
| 1981 | 11.733    |
| 1988 | 11.431    |

| Jahr | Einwohner |
| ---- | --------- |
| 1990 | 11.440    |
| 1995 | 10.478    |
| 2000 | 09.997    |
| 2005 | 09.535    |
| 2010 | 08.893    |
| 2015 | 08.604    |
| 2020 | 08.334    |

| Jahr | Einwohner |
| ---- | --------- |
| 2021 | 8.310     |
| 2022 | 8.434     |
| 2023 | 8.459     |

- bis 1990: Deutsche Verwaltungsgeschichte 1871–1990[18]
- ab 1990: Stand: 31. Dezember des jeweiligen Jahres[19]

Die Bevölkerungsentwicklung der Stadt Teterow erreichte in den 1980er Jahren mit fast 12.000 Einwohnern ihren historischen Höchststand. Seit der Wiedervereinigung ist die Einwohnerzahl im Rückgang begriffen und liegt seit 2010 unterhalb von 9.000.

## Religion

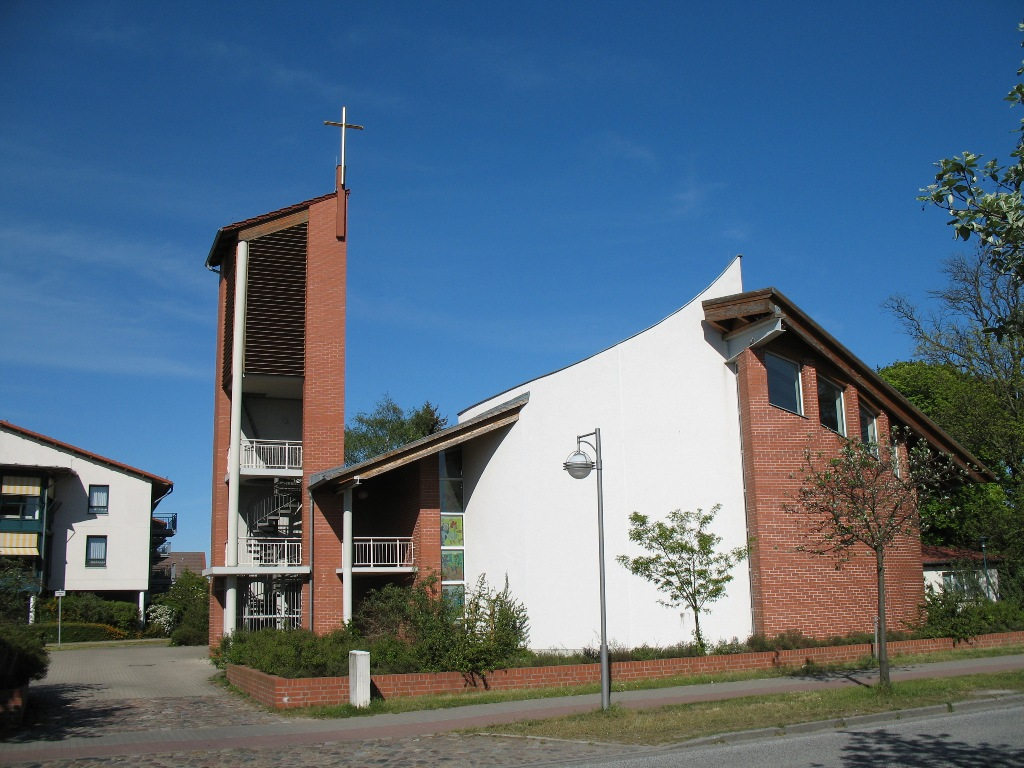
Katholische Kirche St. Petrus

Traditionell war im Gebiet Mecklenburgs das Christentum, seit Einführung der Reformation der evangelisch-lutherische Glaube, als Volkskirche vorherrschend. Im späten 19. Jahrhundert entstand wieder eine katholische Kirchengemeinde in der Stadt. Eine jüdische Gemeinde existierte in Teterow wieder seit dem 18. Jahrhundert, nachdem einige Juden aus Teterow 1492 beim Sternberger Hostienschänderprozess verbrannt worden waren. Die evangelische Kirchgemeinde spaltete sich in der Zeit des Nationalsozialismus in eine Gemeinde der Bekennenden Kirche und eine Gemeinde der Deutschen Christen. Die Gemeinde der Bekennenden Kirche musste bis 1942 ihre Gottesdienste im Gemeindehaus abhalten.
Die Katholische Kirchengemeinde erfuhr nach 1945 eine erhebliche Zuwanderung durch katholische Heimatvertriebene aus Ostpreußen (Ermland), Schlesien und dem Sudetenland. Der gesellschaftspolitisch verordnete Atheismus in der DDR führte dazu, dass die Mehrheit der Einwohner heute konfessionslos ist.

### Christentum
Die größten christlichen Kirchengemeinden sind die Evangelisch-Lutherische Kirchengemeinde (ca. 1800 Gemeindeglieder) und die Katholische Kirchengemeinde mit der Kirche St. Petrus. Außerdem gibt es zwei Freikirchliche Gemeinden, die Evangelisch-Freikirchliche Gemeinde Teterow-Malchin-Dargun (Baptisten) und die charismatisch orientierte Freie Christengemeinde Teterow.
Weiterhin besteht in Teterow eine Neuapostolische Kirchgemeinde.

### Judentum
1762 legte die Jüdische Gemeinde in Teterow einen Friedhof an. Die Gemeinde zählte bis zu 120 Mitglieder. 1932 erfolgte die letzte Bestattung auf dem Jüdischen Friedhof Teterows. Die Gemeinde war zu dieser Zeit bereits stark geschrumpft, da zunehmender Antisemitismus in den zwanziger Jahren zur Abwanderung von jüdischen Deutschen in die Großstädte führte. Mit der Machtübernahme durch die Nationalsozialisten begann auch in Teterow die offizielle Ausgrenzung der jüdischen Deutschen aus der Gesellschaft. Von 1805 bis 1938 existierte in der Großen Knickhäger Straße eine Synagoge mit Religionsschule. Sie wurde in der Reichspogromnacht am 9. November 1938 durch SA-Leute zerstört und musste auf Kosten der jüdischen Gemeinde abgerissen werden. Zwei Geschäfte jüdischer Inhaber wurden am 10. November ebenfalls zerstört. Die letzten Teterower Juden – die Brüder Otto und Martin Samuel und ihre Ehefrauen – wurden am 19. November 1942 nach Theresienstadt deportiert. Die Männer starben dort am 11. April 1943 bzw. 4. Januar 1944, die Frauen wurden am 16. Mai 1944 in das KZ Auschwitz-Birkenau deportiert und dort ermordet.

## Politik

### Stadtvertretung
Die Stadtvertretung von Teterow besteht aus 21 Mitgliedern. Die Kommunalwahl am 9. Juni 2024 führte bei einer Wahlbeteiligung von 56,8 % zu folgendem Ergebnis:
| Partei / Wählergruppe                | Stimmenanteil 2019 | Sitze 2019 |  | Stimmenanteil 2024 | Sitze 2024 |
| ------------------------------------ | ------------------ | ---------- |  | ------------------ | ---------- |
| AfD                                  | 18,3 %             | 4          |  | 33,4 %             | 7          |
| CDU                                  | 32,6 %             | 7          |  | 28,9 %             | 6          |
| SPD                                  | 22,6 %             | 5          |  | 11,8 %             | 3          |
| Die Teterower                        | –                  | –          |  | 11,2 %             | 2          |
| Die Linke                            | 15,1 %             | 3          |  | 06,6 %             | 2          |
| Unabhängige Teterower Fraktion (UTF) | 08,5 %             | 2          |  | 06,3 %             | 1          |
| Bündnis 90/Die Grünen                | –                  | –          |  | 01,8 %             | 1          |
| Einzelbewerber Stephan Richter       | 02,1 %             | –          |  | –                  | –          |
| FDP                                  | 00,8 %             | –          |  | –                  | –          |
| Insgesamt                            | 100 %              | 21         |  | 100 %              | 21         |

### Bürgermeister
- 1990–2018: Reinhard Dettmann (parteilos)
- seit 2018: Andreas Lange (parteilos)

Bürgermeister der Stadt war seit dem 6. Juni 1990 Reinhard Dettmann. Er wurde am 9. Dezember 2001 zum ersten Mal in einer Direktwahl von den Teterowern gewählt. Bei der Bürgermeisterwahl im September 2009 wurde er für weitere acht Jahre im Amt bestätigt. Seine Amtszeit endete am 31. Mai 2018. Zur Bürgermeisterwahl 2018 trat er nicht mehr an.
Bei der Bürgermeisterstichwahl am 8. April 2018 setzte sich Andreas Lange mit 64,0 % der gültigen Stimmen gegen den von der SPD unterstützten, ebenfalls parteilosen Jürgen Paries durch.  Er trat sein Amt am 1. Juni 2018 an. Seine Amtszeit beträgt acht Jahre.

### Wappen
| Wappen der Stadt Teterow | Blasonierung: „In Gold ein vorwärts gekehrter blauer Topfhelm mit zwei an gekreuzten blauen Stäben befestigten grünen Pfauenfederrosetten mit goldenen Butzen, begleitet: oben von einem facettierten blauen Stern, beiderseits von einem roten Tatzenkreuz.“ |
| Wappen der Stadt Teterow | Wappenbegründung: Das Wappen ist nach dem Siegelbild des S(IGILLVM) SECRETVM IN TETEROWE – als Abdruck erstmals 1353 überliefert – gestaltet und in der jetzigen Form im April 1858 festgelegt worden. Es gibt mit dem Topfhelm und der Helmzier das Oberwappen der Herrn zu Werle als Stadtgründer und Stadtherrn wieder. Stern und Tatzenkreuze sind wahrscheinlich aus dem Siegelbild übernommenes Zierrat. Das Wappen wurde am 10. April 1858 vom Großherzog Friedrich Franz II. von Mecklenburg-Schwerin festgelegt, 1997 neu gezeichnet und unter der Nr. 57 der Wappenrolle des Landes Mecklenburg-Vorpommern registriert. |

Wappen zur Zeit des Nationalsozialismus
| Wappen der Stadt Teterow 1943-1945 | Blasonierung: „In Grau ein gekrümmter goldener Hecht mit silberner Glocke um den Hals.“ |
| Wappen der Stadt Teterow 1943-1945 | Wappenbegründung: Der Entwurf stellt wohl eine Verbindung zur Teterower Hechtsage her. Im Sommer 1943 beabsichtigte der Reichsstatthalter in Mecklenburg, Friedrich Hildebrandt, ein durch den Heraldiker Hans Herbert Schweitzer neu gestaltetes Wappen zu etablieren. Eine Verleihung ist aber nicht nachweisbar. |

### Flagge

Flagge der Stadt Teterow

Die Flagge ist Blau – Gelb – Grün (1:1:1) längs gestreift. Die Höhe des Flaggentuchs verhält sich zur Länge wie 3:5.
Sie wird an örtlichen Festtagen auf dem Rathaus gehisst und auch von den Bürgern der Stadt gern verwendet.

### Dienstsiegel
Das Dienstsiegel zeigt das Wappen der Stadt mit der Umschrift BERGRINGSTADT TETEROW • LANDKREIS ROSTOCK.

### Partnerstädte
Teterows Partnerstädte sind:
| - Bad Segeberg in Schleswig-Holstein, seit Dezember 1990 - Białogard in Polen, seit 1993 - Kunszentmárton in Ungarn, seit 1993 - Scheeßel in Niedersachsen, seit März 1990 | - Šiauliai in Litauen, seit Oktober 1999 - Johnson City (Tennessee) in den USA, seit 1999 - Sjöbo in Schweden, seit 2008 |

## Sehenswürdigkeiten und Kultur

### Bauwerke

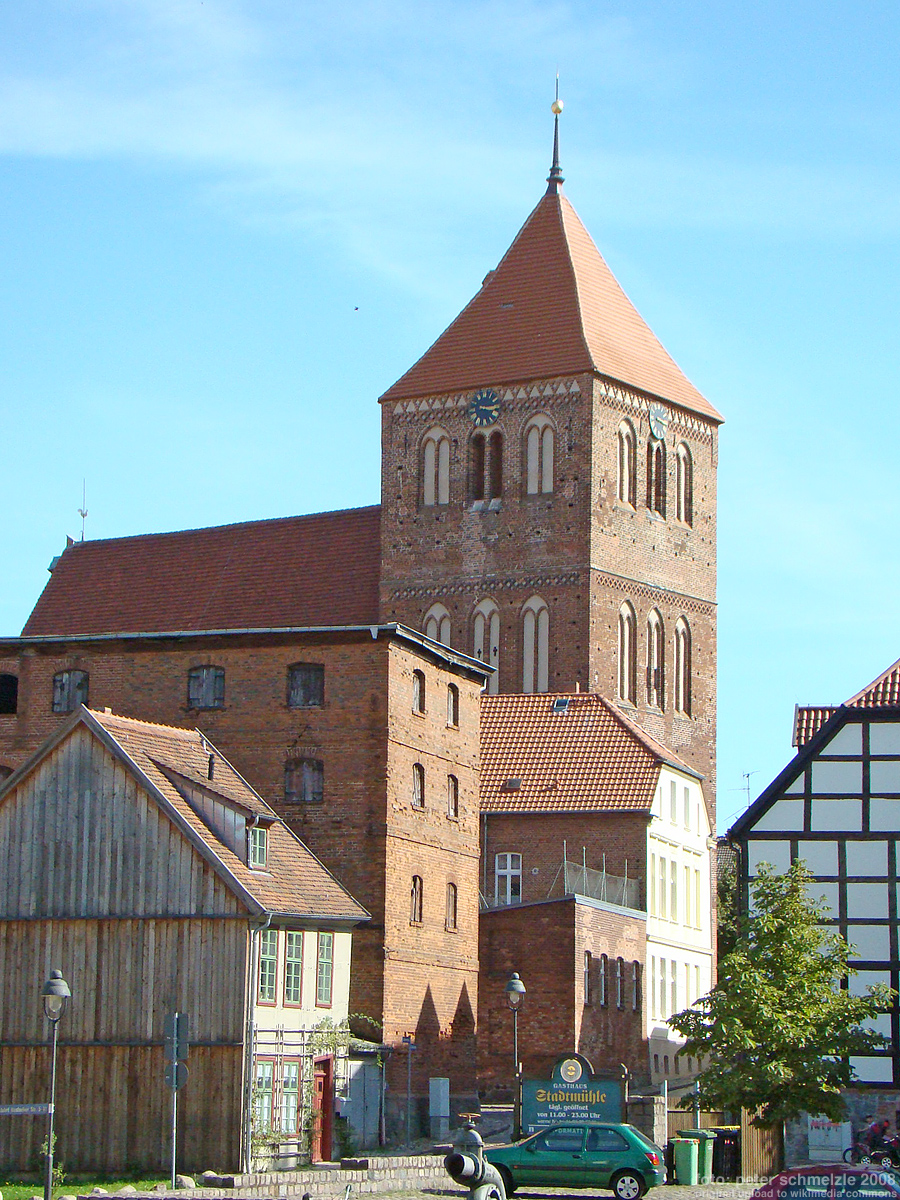
Blick vom Mühlenteich zur Stadtkirche

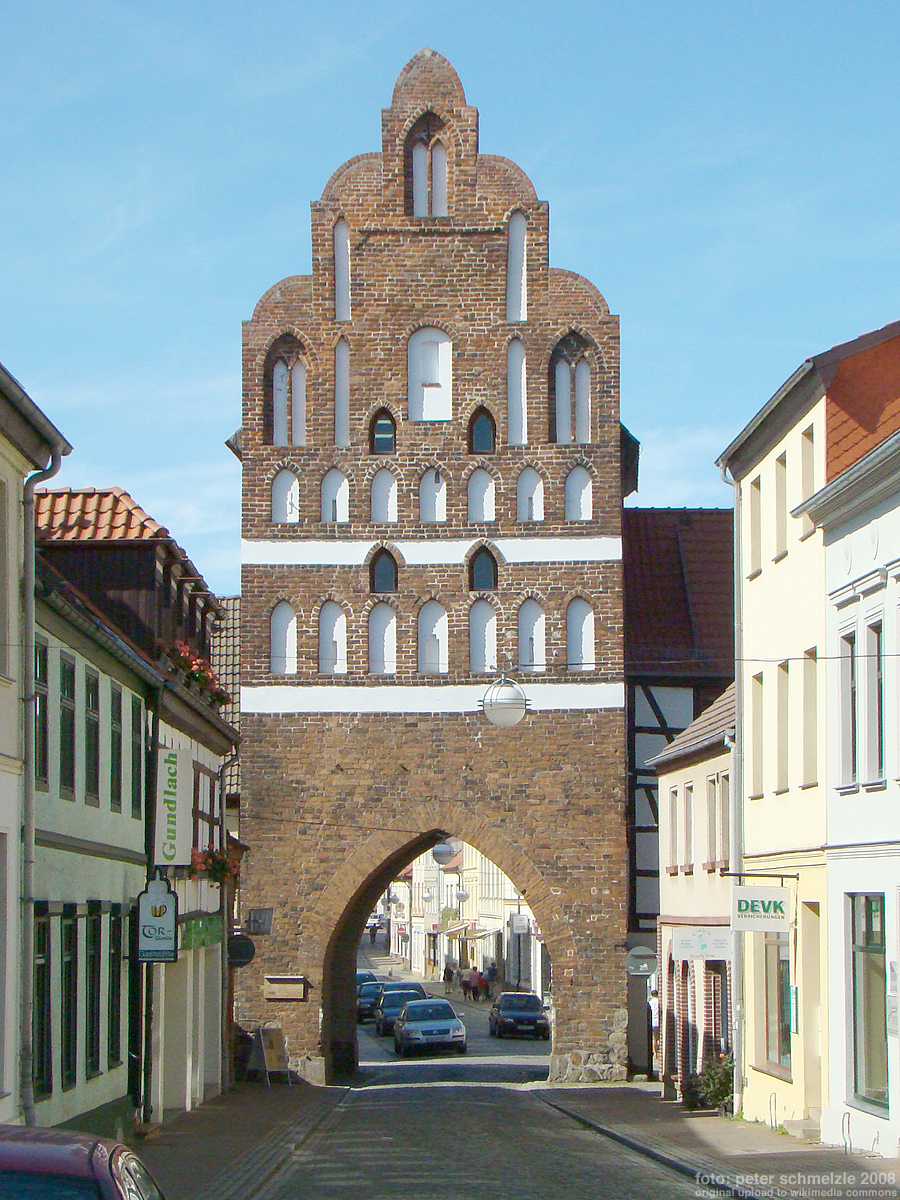
Malchiner Tor

- Stadtkirche St. Peter und Paul von ca. 1270. Die ältesten Teile der Kirche mit dem Chor und der Sakristei auf der Nordseite zeigen spätromanische Formen, die weitere Kirche ist als gotische Basilika ausgeführt worden. Der in Backstein errichtete Altarraum hat ein Kreuzrippengewölbe. Im Chor der Kirche befinden sich wertvolle mittelalterliche Fresken von ca. 1350. Der Renaissance-Altar steht an der Westwand des Nordschiffs und eine Renaissance-Kanzel in der Turmhalle sowie das mittelalterliche Taufbecken aus gotländischem Kalkstein. Bemerkenswert das Triumphkreuz im Hauptschiff und die Madonna mit Kind auf der Mondsichel, ein hölzernes Relief aus dem 16. Jahrhundert. Die übrige Innenausstattung mit dem Hauptaltar ist neugotisch und wurde beim Durchbau der Kirche von 1877 bis 1880 eingebaut. Seit dem 9. November 1990 steht in der Kirche ein Mahnmal eines Teterower Schmiedes für die „Wende“-Zeit. Es ist aus dem Stahl eines Schützenpanzerwagens gefertigt und trägt das Bibelzitat „Schwerter zu Pflugscharen“, das von der Friedensbewegung in der DDR verwendet wurde. Der in der ersten Hälfte des 15. Jahrhunderts errichtete Turm hat eine Höhe von 38 m. An der Nordseite der Kirche wurde ein beschädigtes, mittelalterliches Taufbecken aufgestellt.[30]
- Das neubarocke Rathaus wurde 1910 – nach dem Abriss des 1708 gebauten alten Rathauses – am Marktplatz errichtet.
- Auf dem Marktplatz befindet sich eine am 28. Oktober 1995 eingelassene Gedenkplatte, die den geographischen Mittelpunkt Mecklenburg-Vorpommerns kennzeichnet, und der an die Schildbürgerstreiche erinnernde Hechtbrunnen. Er wurde nach Entwürfen des Plauer Bildhauers Wilhelm Wandschneider gebaut und 1914 eingeweiht.
- Die beiden Stadttore, das Rostocker und das Malchiner Tor, aus dem 14. Jahrhundert sind gotische Backsteinbauten. Beide haben annähernd quadratische Grundrisse. Die spitzbogigen Durchfahrten sind nachträglich vergrößert worden. Die oberen Abschlüsse wurden im 16. Jahrhundert verändert. Das Malchiner Tor diente im 19. Jahrhundert als Stadtgefängnis und beherbergt seit 1990 das Stadtmuseum. Neben den Gefängniszellen, die besichtigt werden können, informiert es über die slawische Frühgeschichte, sowie über die Orts- und Regionalgeschichte. Die Sammlungen des früheren Teterower Museums sind 1945 verloren gegangen. Die Tore sind die Reste der Befestigungsanlagen aus dem 15. Jahrhundert, die an dem Verlauf der bogenförmigen Ringstraße erkennbar ist.
- Stadtmühle Teterow von 1800 als Fachwerkgebäude mit Mansarddach, dient seit 1995 als Gaststätte und Kulturzentrum.
- Weitere historische Gebäude sind das ehemalige Torschreiberhaus am Malchiner Tor, das Pfarrhaus am Kirchplatz sowie das ehemalige Hospital am Hospitalsteig.
- Die Uhrenschule Teterow, auch Klockenschoul genannt, von 1860 beherbergte die Volksschule und die Bürgerschule; seit 2002 ein Studiotheater (Thusch) mit dem Jungen Theater und der Musikschule
- Pastor-Fiedler-Haus von 1875 auf dem Schulkamp
- Auf der Burgwallinsel im Teterower See befand sich ehemals eine slawische Siedlungsstätte. Bis ins frühe Mittelalter war die Insel über eine 750 m lange Holzbrücke zu erreichen. Diese brannte ab. Heute verkehrt eine Seilfähre.
- Gutsanlage Teschow mit dem zweigeschossigen, 11-achsigen Herrenhaus (Schloss); bis 2001 zu einem Golf-, Schloss-, Wellness- und Sporthotel ausgebaut. Es ist von einem 8 Hektar großen Park und einer etwa 110 Hektar großen Golfanlage umgeben.[31]

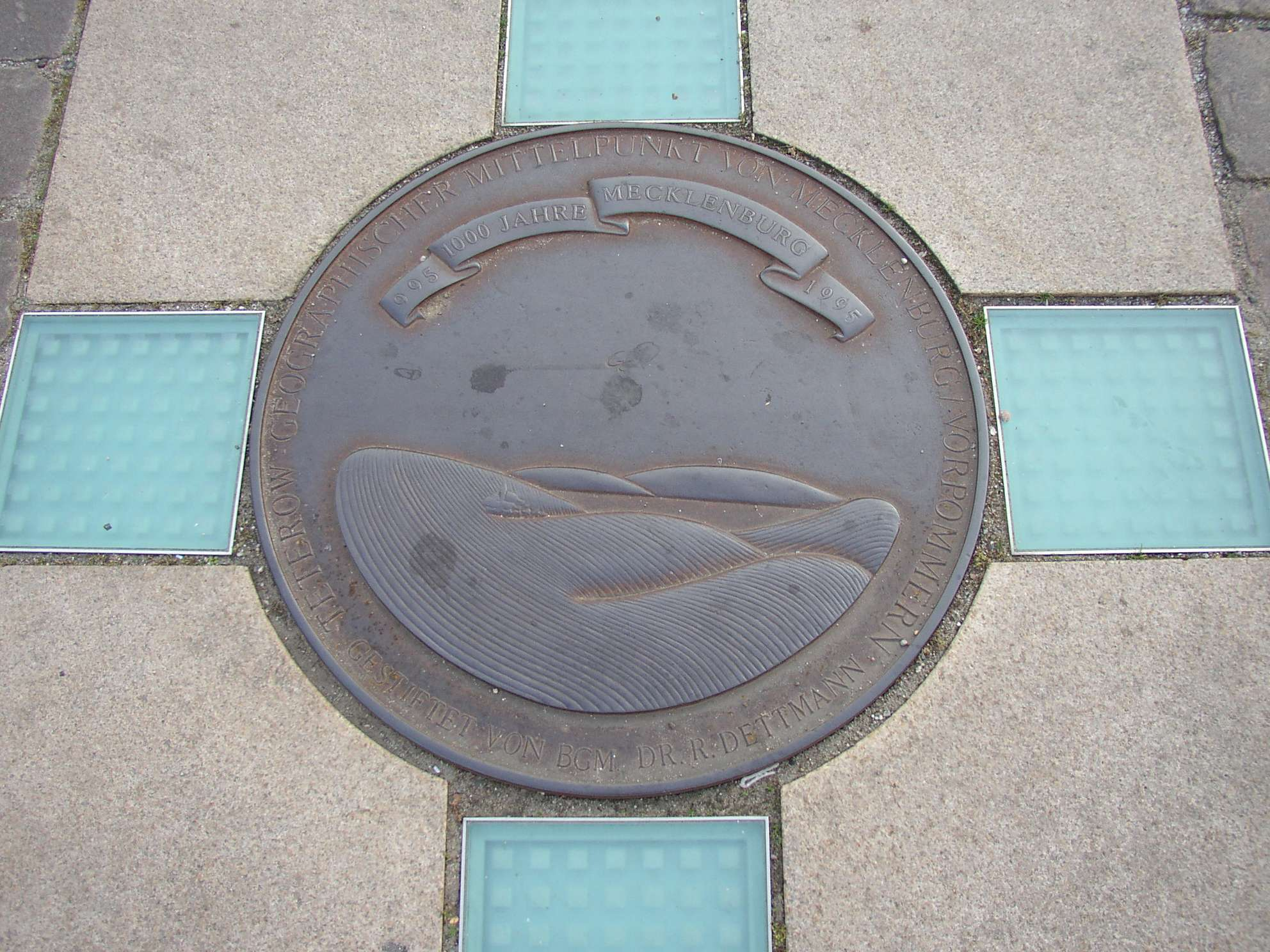
„Geographischer Mittelpunkt Mecklenburg-Vorpommerns“
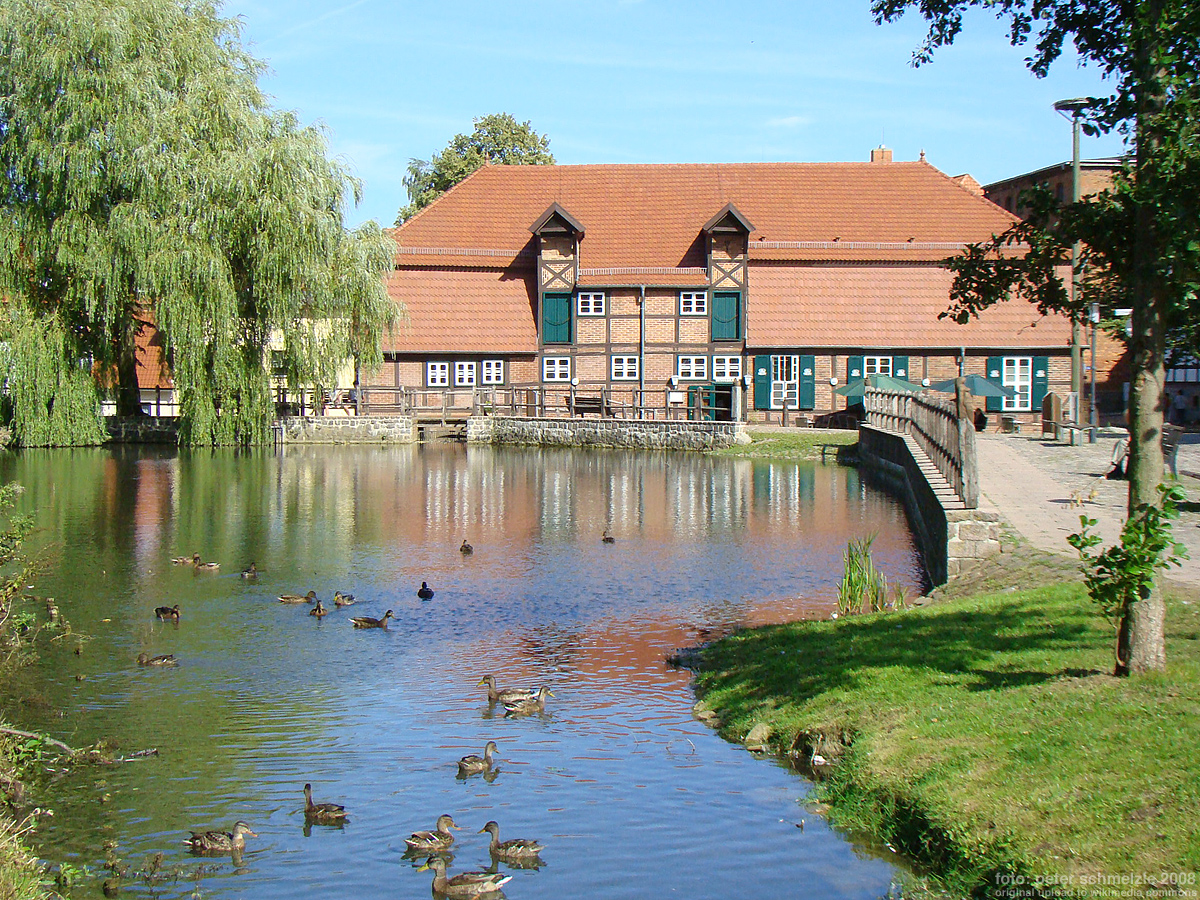
Stadtmühle in Teterow
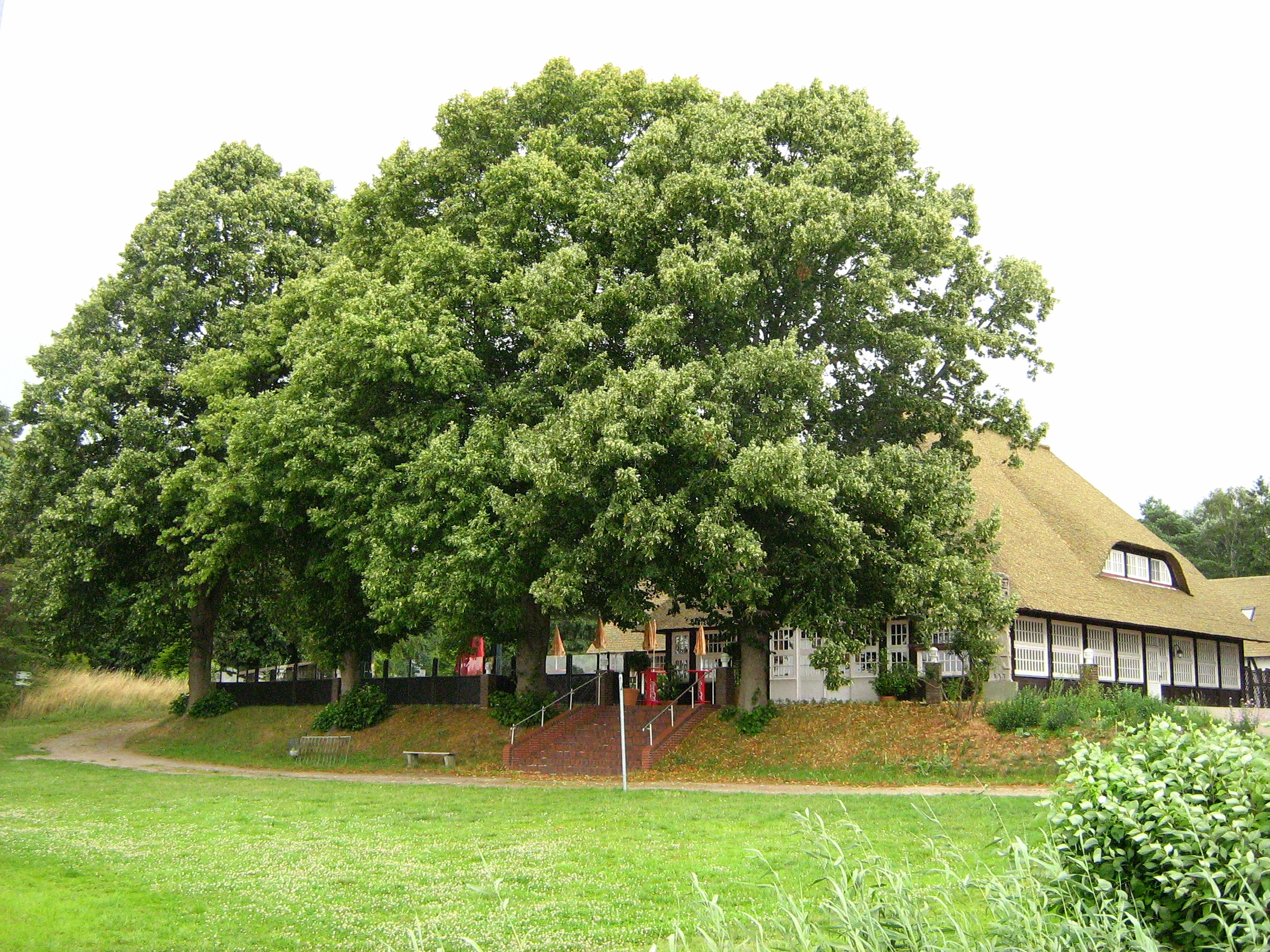
Burgwallinsel
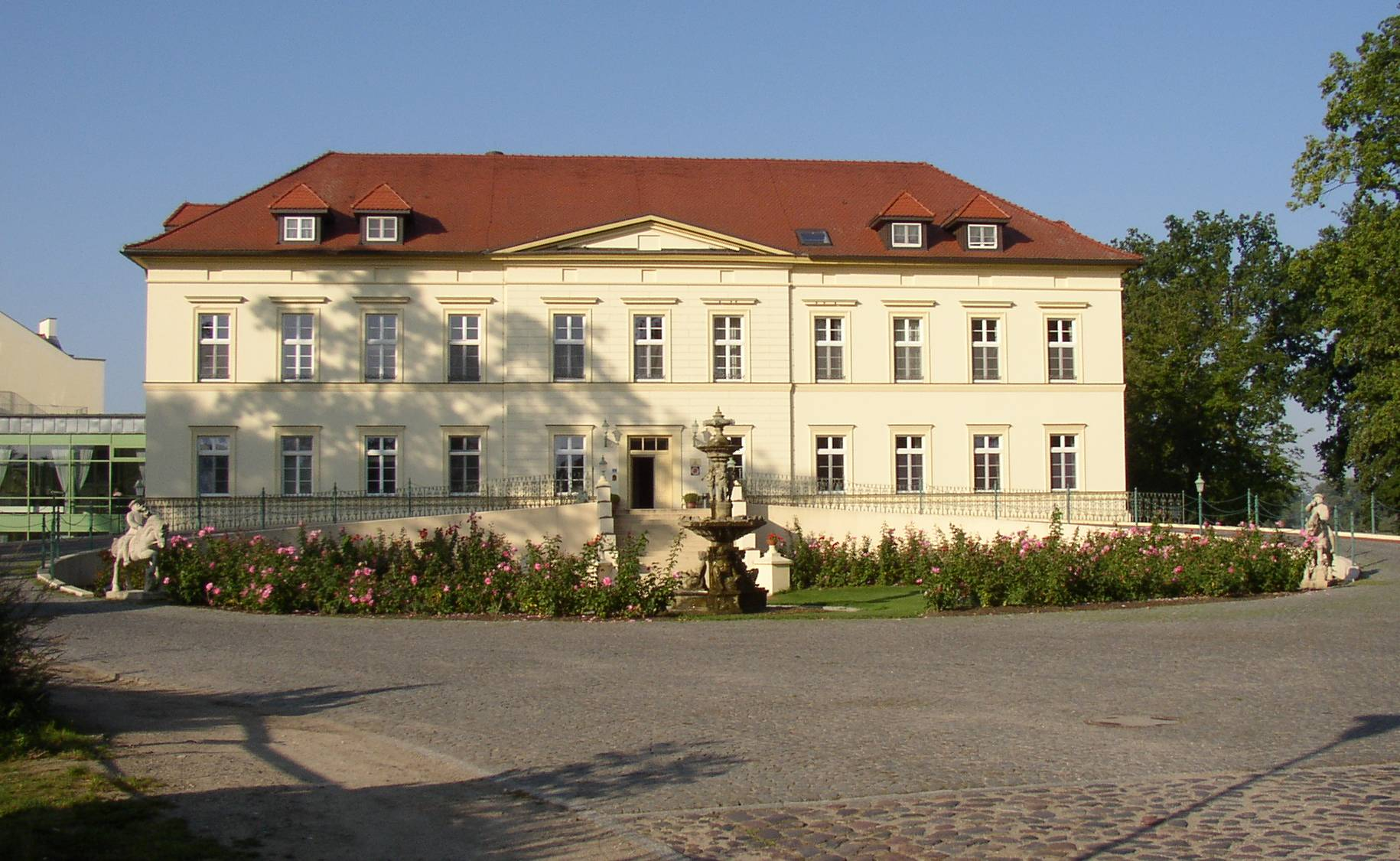
Schloss Teschow
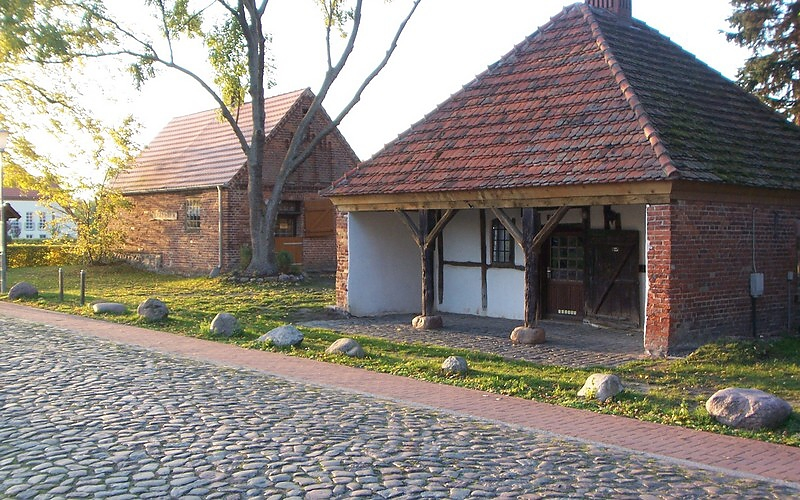
Schmiede und Backhaus in Teschow

### Denkmäler und Gedenkstätten

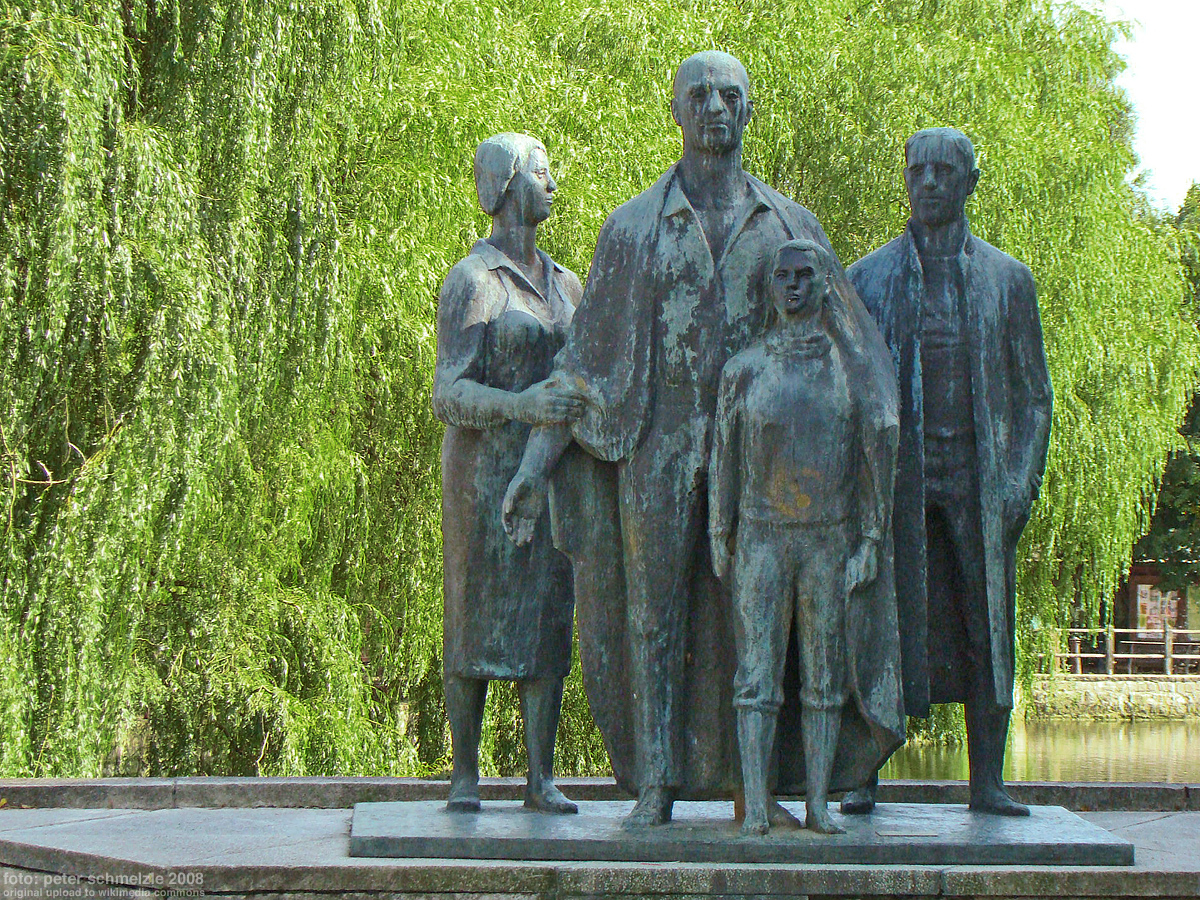
Denkmal für Verfolgte des Naziregimes am Mühlenteich

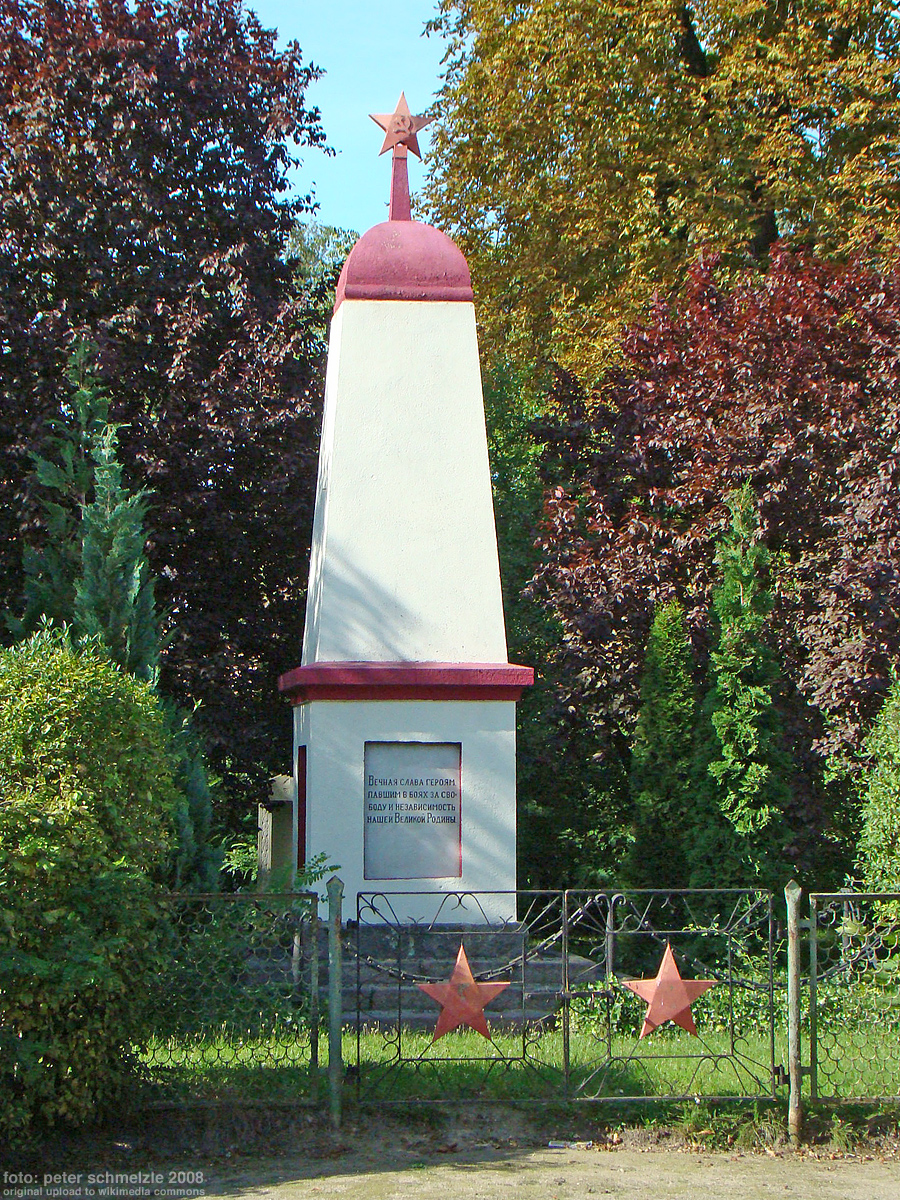
Ehrenmal auf dem sowjetischen Friedhof an der Bahnhofstraße

- Von der 1882 auf dem Wilhelmsplatz errichteten einstigen Siegessäule in Erinnerung an die 1870/71 Gefallenen des Amtsgerichtsbezirkes Teterow blieb der in den Eingangsbereich des Friedhofes versetzte Sockel mit der Namenstafel erhalten.
- Ein Bismarck-Stein wurde 1902 in Form eines gewaltigen Granitfindlings am damaligen Friedrich-Franz-Platz (heute Gertrudensteig) aufgestellt. Zur DDR-Zeit war ein „VVN“-Zeichen am Stein angebracht. Seit 1998 trägt er wieder ein metallenes Bismarck-Medaillon.
- Ehrenmal in den Heidbergen von 1927 nach Plänen von Paul Korff zum Gedenken an die Gefallenen des Ersten Weltkrieges: Es stellt ein in die Erde gestecktes Schwert dar, ist 21 m hoch und als Stahlbetonbau mit Außenverkleidung aus Hartbrandsteinen errichtet. Dem Bauwerk ist eine Plattform vorgelagert, die über drei Stufen zur Krypta führt. Am oberen Teil der Flügelmauern sind die Namen der im Ersten Weltkrieg gefallenen Teterower verzeichnet. Seit 1999 flankieren zwei Tafeln zum Gedenken an die Gefallenen und an die Opfer des Zweiten Weltkrieges.
- Denkmal mit Bronzeplastik des Bildhauers Wolfgang Eckardt von 1970 für die Verfolgte des Naziregimes am Mühlenteich beim Ausgang der Von-Pentz-Allee
- Sowjetischer Ehrenfriedhof von 1945 in der Bahnhofstraße/Ecke Nils-Stensen-Straße zur Erinnerung an 73 Soldaten der Roten Armee sowie Zwangsarbeiter(innen) und Kriegsgefangene. Die Anlage ist nicht zugänglich.
- Friedhof St. Georg: Lange Gräberreihen von 135 deutschen Soldaten mit Sterbejahr 1945, 89 namentlich genannt, 46 in einem Gemeinschaftsgrab. Es handelt sich überwiegend um Verstorbene der Lazarette in der Stadt und Umgebung.
- Großes Gedenkkreuz auf dem Friedhof über einem Massengrab mit der Inschrift: „Zur Erinnerung an die Frauen, Männer und Kinder, die mit Kriegsende 1945 ihrem Leben in Teterow ein Ende setzten“, Selbsttötungen unter dem Eindruck der Ereignisse nach dem Einmarsch der Roten Armee Anfang Mai 1945.
- Gedenktafel von 2003 in der Nähe der Grasrennbahn über einem Massengrab mit der Inschrift: „Hier ruhen 48 Opfer des Zweiten Weltkriegs, die infolge Hunger und Seuchen ihr Leben verloren. Gedenket Ihrer!“ Alle -vom Säugling bis zum Greis- starben 1946.
- Gedenktafel von 1988; Erinnerung an die zerstörte Synagoge und die jüdischen Opfer der Shoa an der Toreinfahrt des Hauses Große Knickhäger Straße 22
- Gedenktafel von 1988 am Eingangstors zum Jüdischen Friedhof, vor dem Städtischen Friedhof an der Ausfahrt nach Neukalen am Galgenberg; zur Erinnerun an die jüdische Geschichte Teterows.

Siegessäule 1870/71 (Foto um 1890)
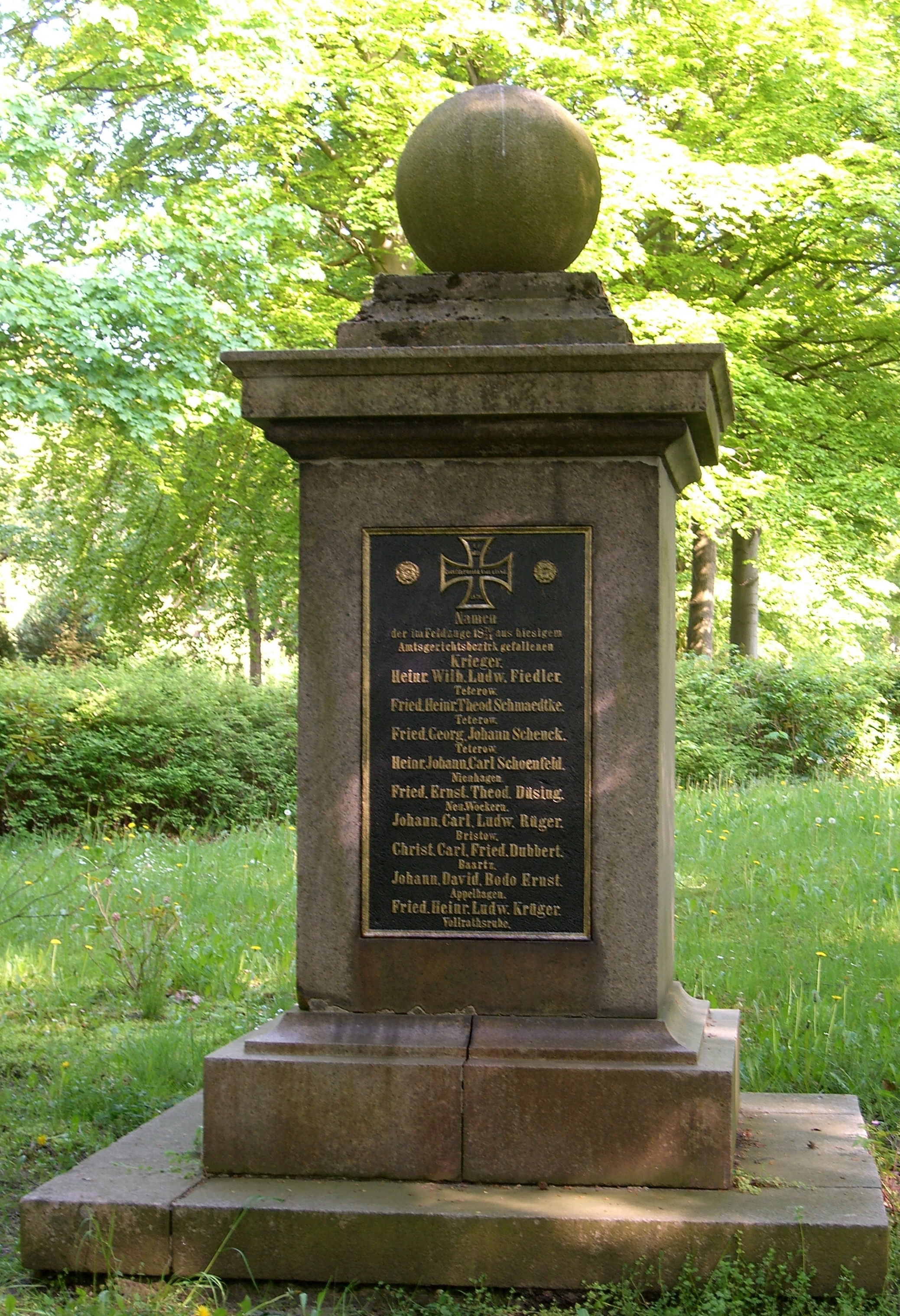
Denkmal 1870/71 (Rest der Siegessäule)
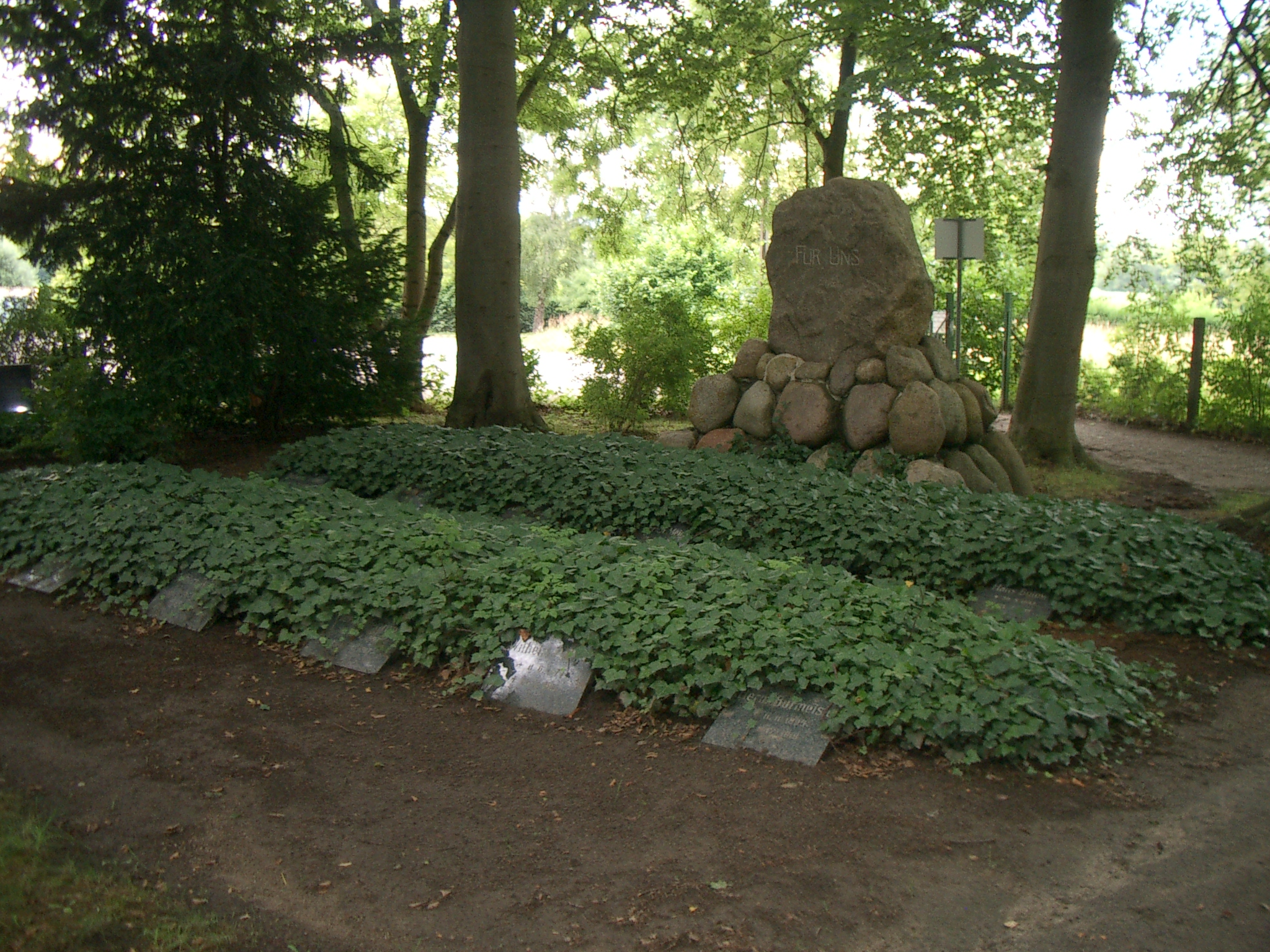
Soldatengräber Erster Weltkrieg
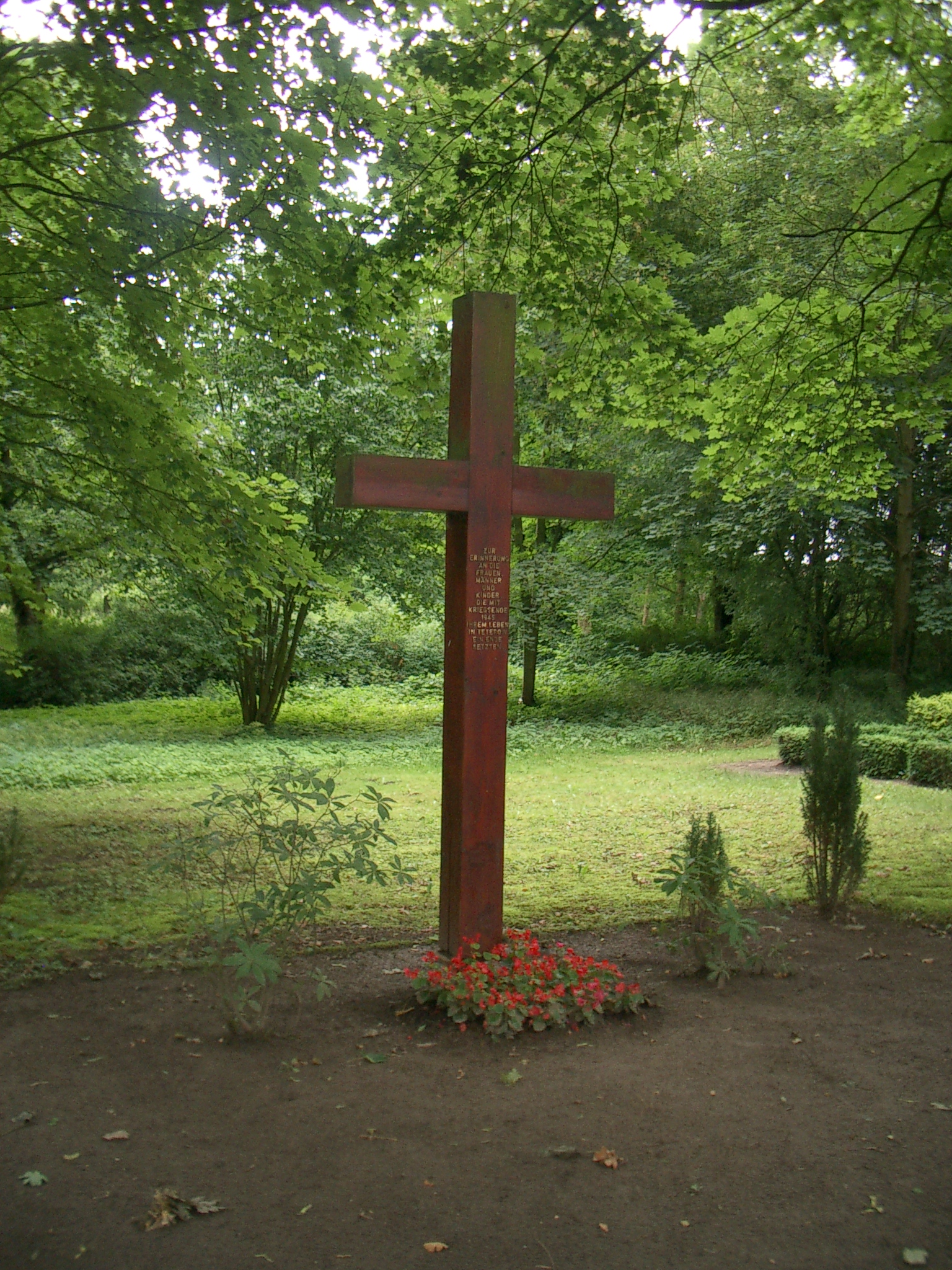
Massengrab Freitote Mai 1945
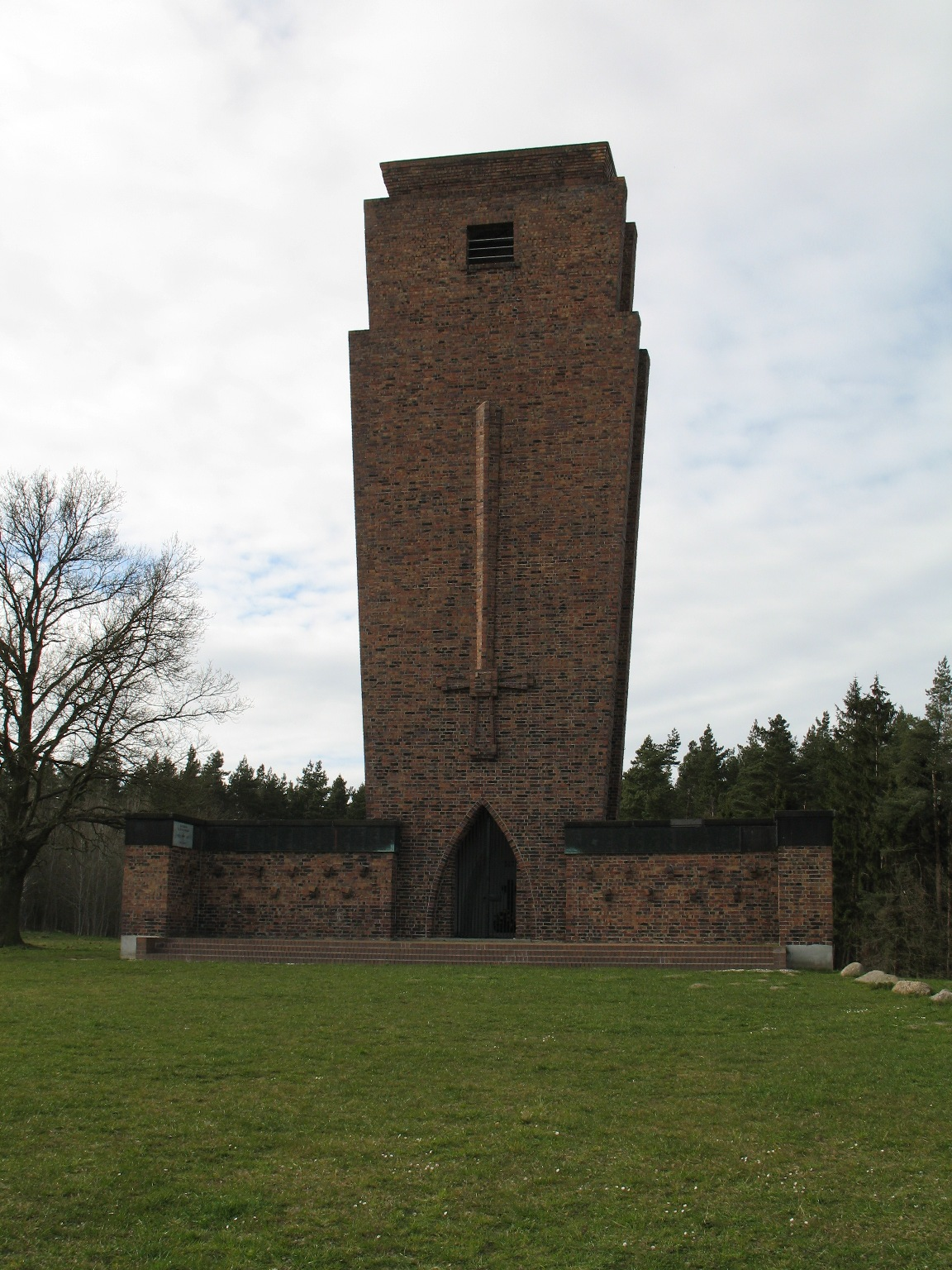
Ehrenmal in den Heidbergen

### Kultur
- THUSCH: Studiotheater mit Kino von 2002 in der Uhrenschule; Regionale Vertretung des Landesverbandes Filmkommunikation Mecklenburg-Vorpommern, Stätte des Jungen Theaters Teterow.[32]

## Wirtschaft und Verkehr

### Ansässige Unternehmen
In der Stadt gibt es eine Reihe von Industriebetrieben, Bauunternehmen und viele Handels- und Handwerksbetriebe. Die bekanntesten industriellen Unternehmen sind die Teterower Fleisch GmbH (Schlachtbetrieb), Miltenyi Biotec (Biotechnologie), NephroCan GmbH & Co. KG (Faserproduktion für Dialysefilter), Feinmechanisches Zentrum GmbH (Präzisionsmechanik), Neue Teterower Kunststoffe GmbH (Kunststoffprodukte), CornPack (Verpackungen aus nachwachsenden Rohstoffen) und die Firma Robin (Kunststoffprodukte).
Teterow war nach der Wende der erste Ort in der ehemaligen DDR, in dem Aldi eine Filiale eröffnete. Aufgrund des großen Einzugsbereiches bis zur Eröffnung weiterer Filialen wurde zunächst eine große, leerstehende Halle an der Rostocker Straße als Gebäude ausgewählt. Bis zum Umzug in das neu gebaute Einkaufszentrum in der Poggestraße war dies die größte Aldi-Filiale in Deutschland.

### Gewerbegebiete
- Bocksbergweg (an der B 108, am Ortsausgang in Richtung Rostock)
- Vietsmorgen (an der B 108, am Ortsausgang in Richtung Rostock)
- Niendorfer Furt (an der B 104, am Ortsausgang in Richtung Neubrandenburg)
- Pampow-Koppelberg (an der B 104, am Ortsausgang in Richtung Neubrandenburg)

Am Fischersteig wurde auf einer ehemaligen Industriebrache ein Nahversorgungszentrum mit Einzelhandelsunternehmen verschiedener Branchen errichtet.

### Verkehrsanbindung

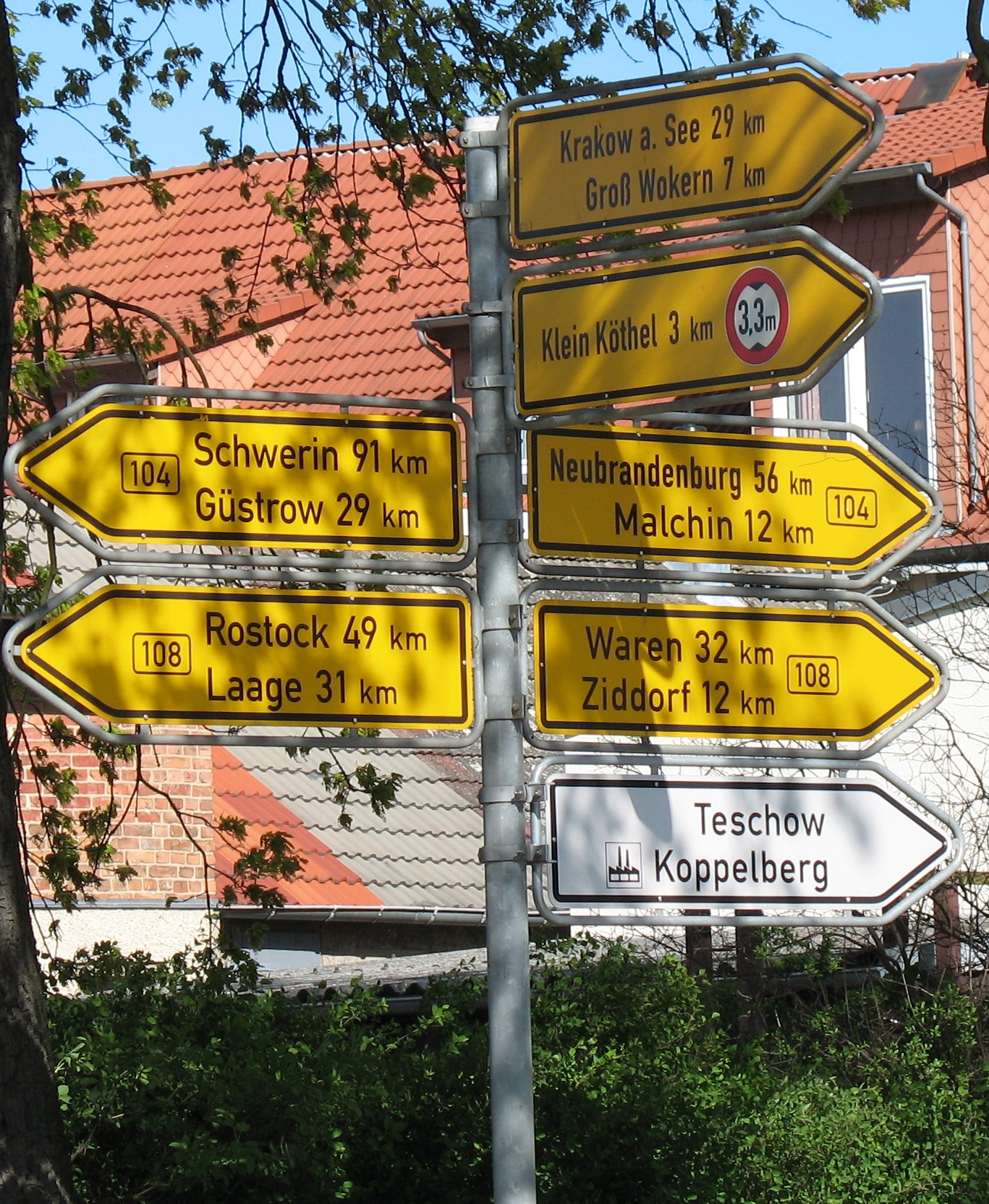
Straßenschilder in Teterow

1864 wurde der Bahnhof Teterow gebaut und am 14. November 1864 die Bahnstrecke Güstrow–Neubrandenburg eingeweiht, ein Teilstück der Verbindung Hamburg–Lübeck - Stettin. Am 5. November 1884 kam eine weitere Bahn hinzu, die bis zum 1. Juni 1996 Teterow mit Gnoien verband. Heute gehört Teterow zum Gebiet des Verkehrsverbundes Warnow. Die Eisenbahnstrecke zwischen Neubrandenburg und Bützow wird von Regional-Express-Zügen der DB befahren. Direkte Bahnverbindungen bestehen über Bützow (dort Anschluss an die IC-Relation Hamburg–Rostock–Stralsund) und Güstrow (dort Anschluss an die S-Bahn Rostock) nach Lübeck, nach Neubrandenburg, Pasewalk, Schwerin, Szczecin und Ueckermünde.
Der Regionalbusverkehr wird von der Rebus Rostock durchgeführt, die in Teterow einen Betriebshof unterhält. Einen innerstädtischen Busverkehr gibt es mangels Nachfrage nicht mehr.
Teterow liegt am Schnittpunkt der Bundesstraßen 108 (Richtungen Rostock und Waren) und 104 (Richtungen Schwerin und Neubrandenburg). Eine Landesstraße führt nach Krakow am See (L 11), sowie Kreisstraßen nach Neukalen (K 50), Wattmannshagen (K 30) und Ziddorf (K 44). Ursprünglich verliefen die Hauptverkehrsstraßen durch die Teterower Innenstadt. Die 1974 gebaute Verbindungsstraße zwischen dem Platz des Friedens und dem Schützenplatz entlastet den gut erhaltenen mittelalterlichen Stadtkern mit seinen nicht dazu passenden Straßen vom Durchgangsverkehr.
Die nächste Autobahn-Abfahrt der A 19 befindet sich 18 km entfernt an der B 104 bei Vietgest.
In 35 km Entfernung befindet sich der Flughafen Rostock-Laage.

### Straßennamen

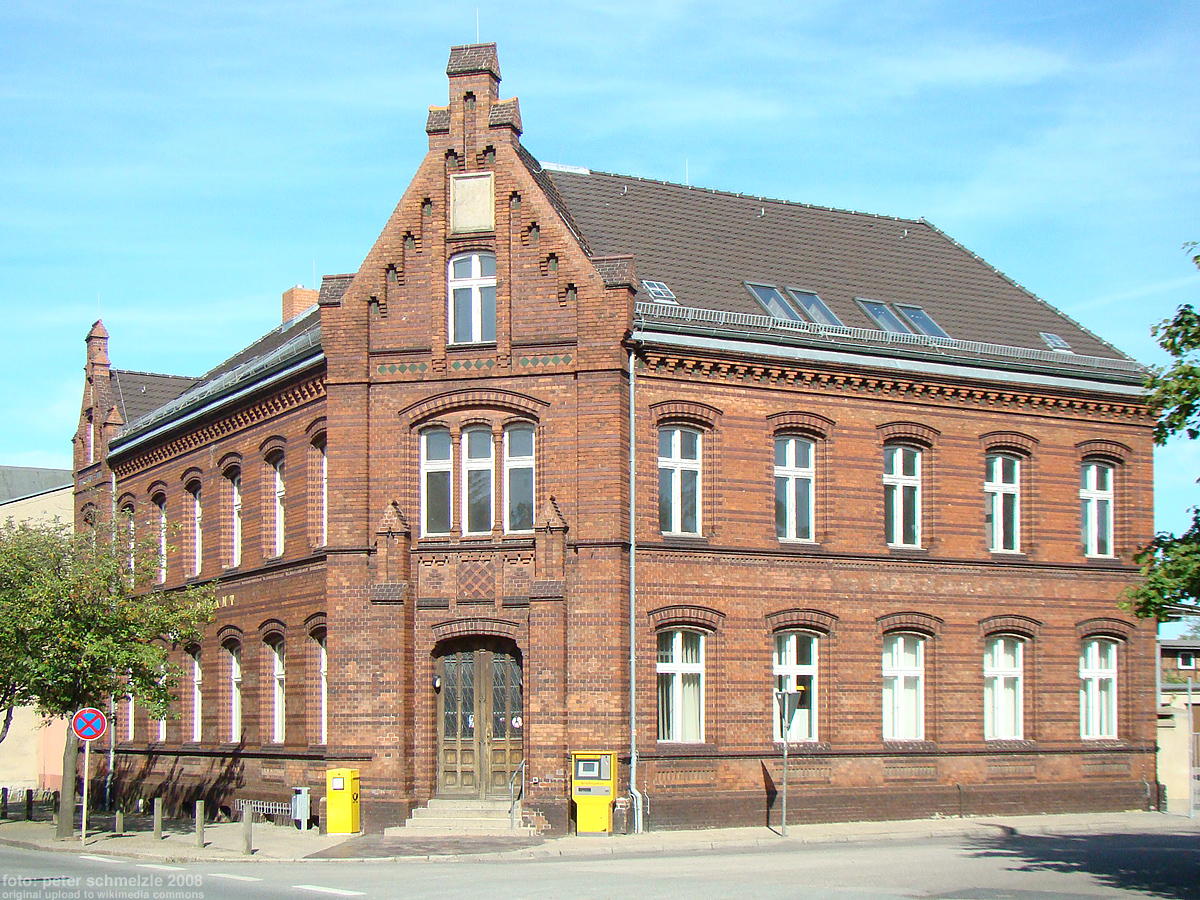
Altes Postamt

In Teterow wurden Straßen nach den Orten benannt, in deren Richtung sie führten: Güstrower Straße Malchiner Straße, Neukalener Straße Rostocker Straße, Teschower Chaussee, Warener Straße. Aufgrund der der Stadterweiterung im 19. Jahrhundert wurden neue Straßen nach Mitgliedern des mecklenburgischen Herrscherhauses (Friedrich-Franz-Straße, Johann-Albrecht-Straße), dem deutschen Kaiser (Wilhelmplatz) und dem Reichskanzler Otto von Bismarck (Bismarckstraße) benannt. In der Zeit des Nationalsozialismus hieß die Warener Straße Adolf-Hitler-Straße und der Wilhelmplatz Hindenburgplatz.
Nach 1945 wurden Straßen nach führenden Politikern der DDR oder Opfern des Faschismus benannt:
- Rostocker Straße nun Wilhelm Pieck-Straße,
- Malchiner Straße nun Otto Grotewohl-Straße,
- Johann-Albrecht-Straße nun Friedrich Engels-Straße,
- Warener Straße nun Ernst Thälmann-Straße,
- Friedrich-Franz-Straße nun Karl Marx-Straße,
- v.-Moltke-Straße nun Rudolf Breitscheid-Straße.

Nach der Wende (1990) wurde diesen Straßen meist wieder der ursprüngliche Name zugewiesen. Die Friedrich-Engels-Straße heißt heute v.-Thünen-Straße, die Karl-Marx-Straße nun Niels Stensen-Straße und die Erich Weinert-Straße nun Poggestraße.
In der Altstadt finden sich zudem alte Straßennamen wie u. a. Alte Poststraße, Große Knickhäger Straße, Kirchplatz, Mühlenstraße, Pferdemarktstraße, Predigerstraße, Schulstraße, Stadtmühle sowie Nördliche, Östliche, Südliche bzw. Westliche Ringstraße.
In neueren Quartieren wurden oft geografische Namen gewählt wie u. a.: Appelhäger Chaussee, Am Hollerberg, Brückenstücke. Hohe-Holz-Weg, Am Mühlenberg, Am Bornmühlenweg, Am Fliederkamp.

Nach Dichtern heißen Straße wie Johannes-R.-Becher-Straße, Bertolt-Brecht-Straße, Goethestraße, Heinrich-Heine-Straße, Schillerstraße.

Nach Partnerstädten heißen die Bad Segeberger Straße und die Scheeßeler Straße.

## Infrastruktur

### Bildung
- Grundschule auf dem Schulkamp
- Regionalschule
- Gymnasium, Europaschule mit etwa 470 Schülern
- Förderschule
- Musikschule
- Berufsbildungszentrum Teterow
- Vier Kindertagesstätten.
- Katholische Jugendbildungsstätte Bischof-Theissing-Haus

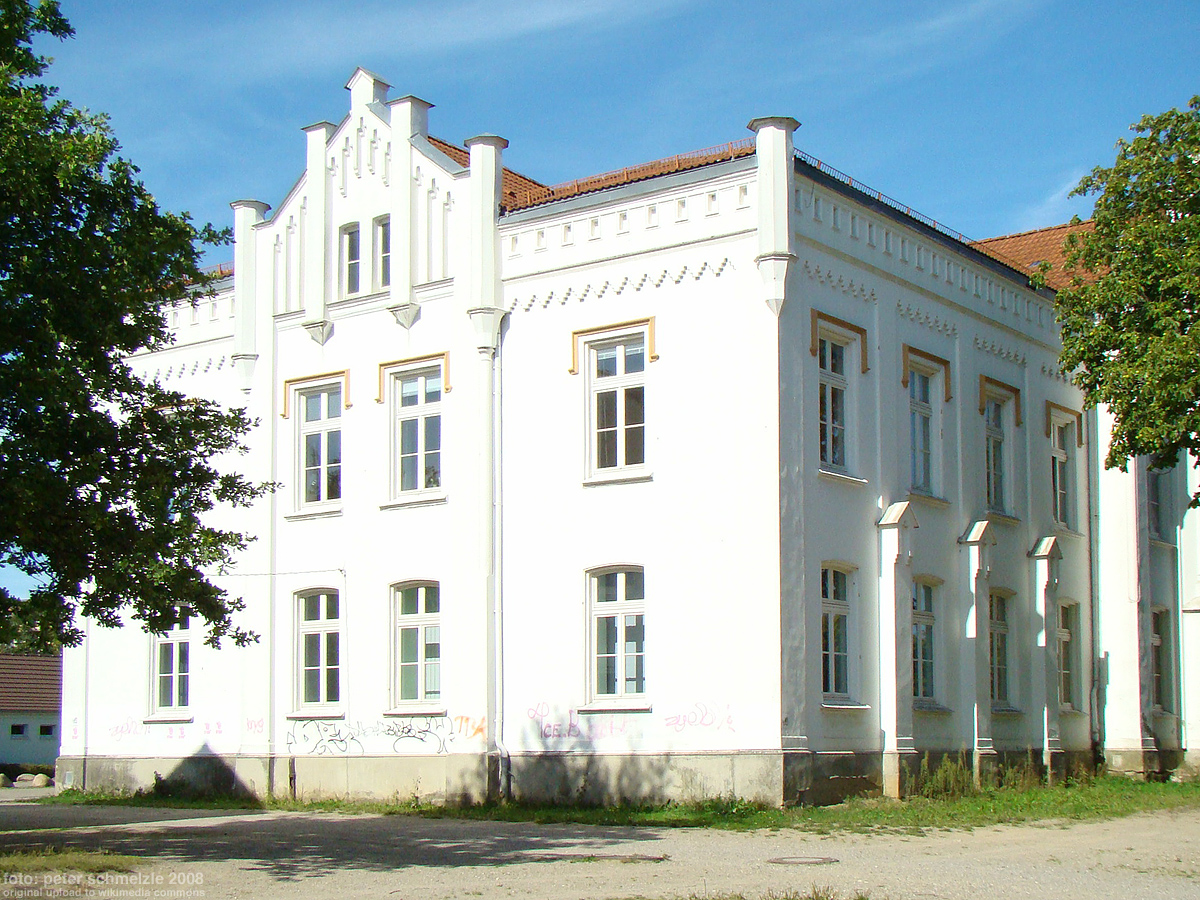
Theater in der Uhrenschule

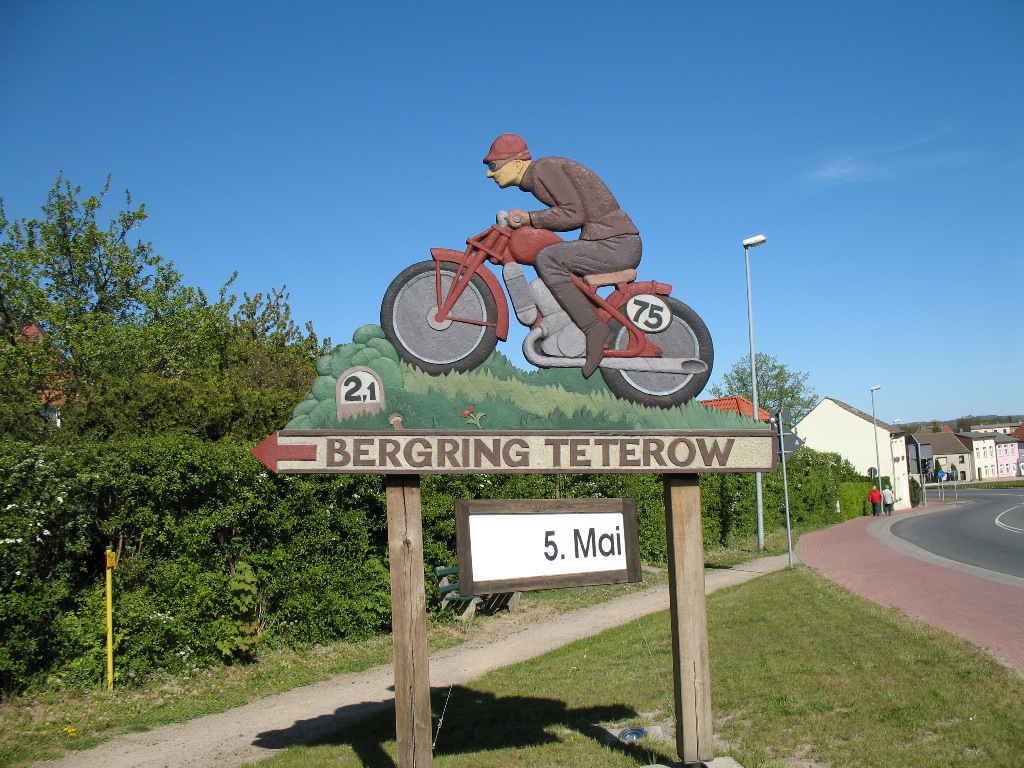
Rennfahrer: Wegweiser zum Bergring

### Kultur
- Junges Theater Teterow als JTT im THUSCH in der ehem. Uhrenschule auf dem Schulkamp
- Galerie im Bahnhof des Kunstvereins Teterow

### Sport
- Pferdesportverein-Teterow
- Eishockey: Teterower Hechte, SV Blau-Weiß Teterow

#### Motorsport

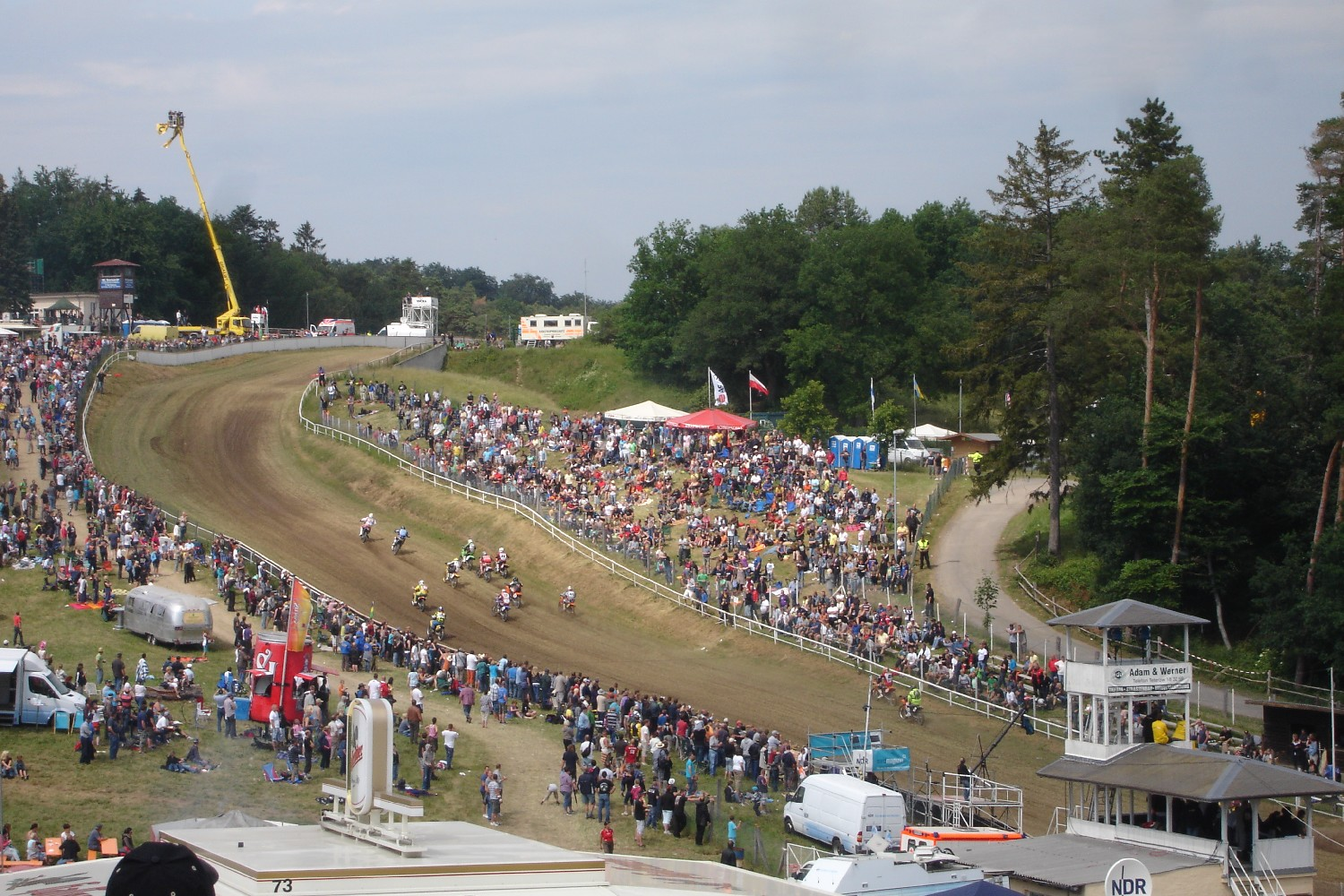
Starthang beim Teterower Bergringrennen 2011

Bergring: Motorsportbegeisterte Teterower führten in den 1920er Jahren die ersten Motorrad-Rennen in und um Teterow durch. Der Wunsch nach einer „richtigen“ Rennstrecke wurde schnell umgesetzt. Auf dem Schlachterkamp in den Heidbergen entstand die neue Grasrennbahn und 1930 fand das erste Rennen statt. Bald schon bekam die Rennstrecke den Namen Bergring. In den 1930er Jahren erfreuten sich die Bergringrennen steigender Beliebtheit.
Bis heute findet jedes Jahr zu Pfingsten auf dem Bergring, der größten Natur-Grasbahn Europas, das internationale Bergringrennen statt mit Rennen um den Bergringpokal (seit 1958), den Goldenen Helm (1974–2006) und das Grüne Band (seit 2007). In der Arena am Kellerholz, heute Bergring-Arena, finden seit 2002 mehrmals im Jahr Speedway-Rennen statt. Am 10. September 2016 wird hier im Rahmen der Speedway-Einzelweltmeisterschaft der Speedway-WM Grand Prix von Deutschland ausgetragen.

#### Fußball
- Die ersten Fußballvereine waren Germania von 1910 und Obotritia Teterow (1912–1945). 1926 und 1930 konnte ATV Vorwärts den Landesmeistertitel gewinnen.
- Der größte Erfolg nach 1945 gelang der BSG Einheit Teterow mit dem Gewinn der Bezirksmeisterschaft und dem Aufstieg in die II. DDR-Liga; Abstieg nach einem Jahr und seit 1971 Kreisklasse.
- SV Teterow 90 von 1990, 1993 in der Landesliga[33] Die Heimspiele des SV Teterow 90 werden im Bergring Stadion ausgetragen.
- SV Blau-Weiß Teterow: Fußball, Eishockey, Tischtennis und Volleyball

#### Wassersport
Der Teterower See ist ein gutes Segelrevier für Jollen und Kutter. Die Abteilung Segeln des SSV Einheit Teterow und der Teterower Seesportverein führen regelmäßig Regatten durch. Beliebteste Bootsklasse ist der Pirat, auch Kuttersegeln findet statt. Ein Höhepunkt im Segeljahr ist das Teterower Seesportfest.

## Personen

### Ehrenbürger
- Johann Heinrich von Thünen (1783–1850), Landwirt, Wirtschafts- und Agrarwissenschaftler, Pionier der Wirtschaftsgeografie, 1. Ehrenbürger Teterows.
- Hermann (Carl Friedrich) Pogge (1831–1900), Landwirt auf Roggow und Enkel von Carl Pogge
- William Mantle, Gaswerkdirektor
- Heinrich Koch (1861–1922), Müllermeister, Besitzer der Teterower Bornmühle
- Horst Klinkmann (* 1935), Spezialist für Nierenheilkunde und Blutreinigung, einer der bedeutendsten Mediziner der DDR, Ehren-Aufsichtsratsvorsitzender des Fußballclubs FC Hansa Rostock
- Willi Peterss (1923–2009), langjähriger Rennleiter des Teterower Bergrings

### In Teterow geboren
- Zacharias Grape (1637–1679), deutscher lutherischer Theologe
- Constantin Kirchhoff (1764–1833), Apotheker und Chemiker, Entdecker des Stärkezuckers
- Vollrath Zingelmann (1808–1866), Zimmermann und Politiker
- Karl Kaempff (1855–1930), HAPAG-Kapitän
- Karl Giesenhagen (1860–1928), Botaniker und Hochschullehrer
- August Leo (1861–1946), lutherischer Geistlicher und Politiker (DNVP)
- Heinrich Hecht (1866–1935), Lehrer und Politiker (DNVP)
- Heinrich Danneel (1867–1942), Physikochemiker und Hochschullehrer
- Rudolf Rochga (1875–1957), Dekorationsmaler und Kunstgewerbler
- Richard Passow (1880–1949), Wirtschaftswissenschaftler
- Ewald Vorkörper (* 1887), Politiker (USPD/KPD), MdL
- Friedrich Schwenn (1889–1955), Altphilologe und Gymnasiallehrer
- Gerhard Böhmer (1895–1978), Schriftsteller
- Erhard Landt (1900–1958), Physiker und Hochschullehrer
- Herbert Buhr (1902–1968), Botaniker, Ehrengrab auf Friedhof Teterow
- Wolfgang Dietrich Asmus (1908–1993), Archäologe und Verfasser von Mecklenburgica
- Hans Jürgen Abraham (1909–1978), Jurist
- Willi Boeckmann (1910–1943), Politiker (NSDAP), MdR
- Hertha Bothe (1921–2000), Aufseherin in verschiedenen Konzentrationslagern
- Adolf Garling (1925–2022), Politiker (SED)
- Hans G Helms (1932–2012), Schriftsteller und Komponist
- Horst Klinkmann (* 1935), Mediziner, Spezialist für Nierenheilkunde und Blutreinigung, ehemals Aufsichtsratsvorsitzender, danach Ehren-Aufsichtsratsvorsitzender des Fußballclubs FC Hansa Rostock
- Gerhard Schildt (1937–2023), Neuzeithistoriker
- Beatrix Bouvier (* 1944), Historikerin
- Heinrich Schlingmann (* 1948), Politiker (CDU), MdL Mecklenburg-Vorpommern
- Hannelore Monegel (* 1949), Politikerin (SPD), MdL
- Hans-Jochen Beilke (* 1950), Manager, Vorsitzender der Geschäftsführung ebmpapst
- Ulrich Adam (* 1950), Politiker (CDU), 1990–2009 MdB
- Alexander Slatnow (1950–2003), Kanute, Ehrenbürger von Neubrandenburg
- Gerd Kische (* 1951), Fußballspieler, FC Hansa Rostock, DDR-Nationalmannschaft
- Nils Saemann (* 1959), Politiker (SPD) und Polizeibeamter
- Torsten Stoll (* 1964), Schauspieler
- Jeannine Rösler (* 1970), Politikerin (Die Linke), MdL
- Grit Schmelzer (* 1972), Politikerin (SPD), MdL
- Christian Wolter (* 1972), Museologe, Autor und Kommunalpolitiker (AfD)
- Marc Reinhardt (* 1978), Politiker (CDU), MdL
- Marcel Gleffe (* 1979), Dachdecker, Träger des Bundesverdienstkreuzes 1. Klasse, sogenannter „Retter von Utøya“
- Korinna Fink (* 1981), Leichtathletin
- Susi Koch (* 1981), Sängerin und Songwriterin aus dem Bereich Jazzpop
- Robert Marien (* 1981), Fußballfunktionär von Hansa Rostock
- Sandro Kappe (* 1985), Politiker (CDU)
- René Lange (* 1988), Fußballspieler

### Weitere Persönlichkeiten
- Felix Fiedler (1633–1707), Pastor an der Stadtkirche von 1661 bis 1704 und Stifter
- Franz von Pentz (1850–1908), besonders verdienter Bürgermeister von Teterow (1880–1908)
- Martin Kuske (1940–1995), Pastor an der Stadtkirche Teterow von 1978 bis 1994

## Anekdoten und Sagen

Hechtbrunnen

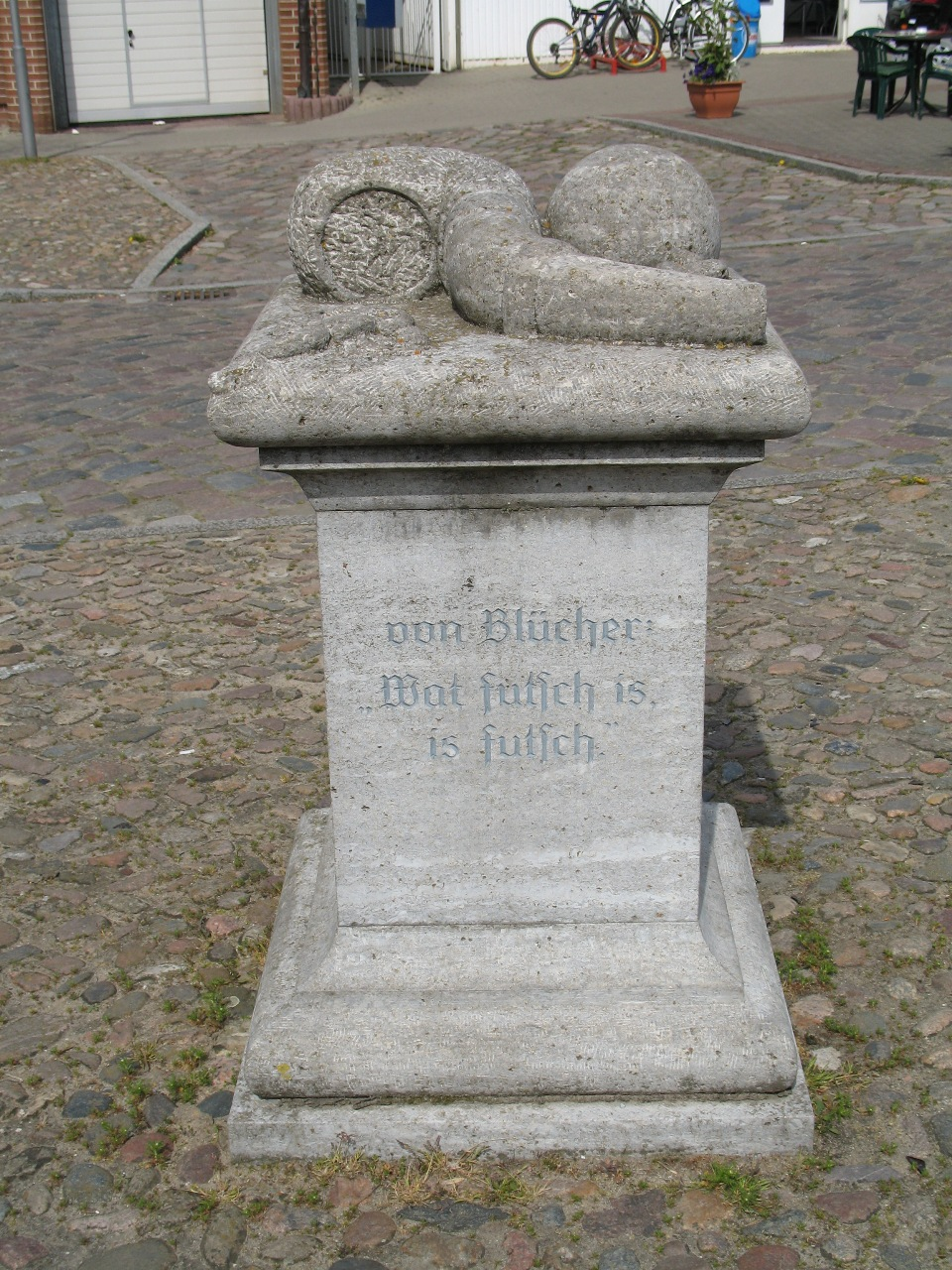
Skulptur am Platz des Friedens: „Wat futsch is, is futsch.“

Über die Teterower gibt es eine ganze Reihe von Sagen, die an die Streiche der Schildbürger erinnern. So hätten die Teterower unter anderem ihre Kirche verschoben, den Landesherrn aus Feuerspritzen „erfrischt“, einen Kürbis als angebliches Pferdeei ausgebrütet oder einen Bullen zum Grasen auf das Stadttor gehoben.

### Teterower Hechtsage

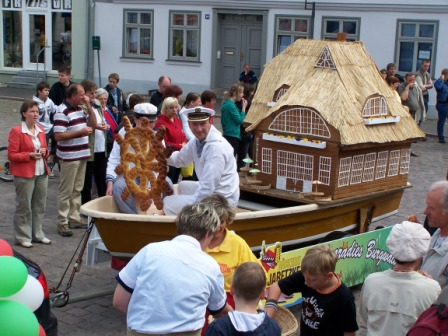
Umzug beim Teterower Hechtfest

Touristisch vermarktet wird der „Teterower Hecht“, der an einen der bekanntesten Teterower Schildbürgerstreiche erinnert. In der heute bekanntesten Fassung dieser sogenannten „Teterower Hechtsage“ wird der Hecht im Teterower See von den Schildbürgern gefangen. Da in wenigen Wochen ein Besuch des Landesherren stattfinden soll und der Hecht nicht so lange frisch gehalten werden kann, beschließen die Schildbürger ihn wieder ins Wasser zu lassen. Um ihn auch wiederzufinden, binden sie ihm eine Glocke um und schneiden eine Kerbe in das Boot, an der Stelle, wo sie den Hecht hineingelassen haben. Die Suche nach dem Hecht gestaltet sich jedoch schwieriger als gedacht. Der 1914 in Teterow eingeweihte Hechtbrunnen soll an diese Hechtsage erinnern. Als Andenken an die Teterower Schildbürgerstreiche wird daher auch jedes Jahr am Wochenende nach Himmelfahrt in Teterow das Hechtfest (Motto: Noch lebt der Hecht) gefeiert. Höhepunkt ist die Theater-Aufführung der bekanntesten Teterower Schildbürgerstreiche.

### Blüchers Pfeife
Der Legende nach, die ab etwa 1830 auftauchte, besuchte Marschall Blücher einmal inkognito seine Verwandten in Teschow am Teterower See. Aufgrund der Feuergefahr – Teterow hatte damals viele sehr niedrige mit Rohr gedeckte Häuser – war es in Teterow verboten, Tabakpfeifen ohne Deckel zu rauchen, wovon Blücher jedoch keine Ahnung hatte und so rauchte er ganz unschuldig seine offene Pfeife. Dies bemerkte ein Teterower Stadtsoldat und entriss Blücher – ohne ihn zu erkennen – die Pfeife. Als dies der Teterower Bürgermeister Danneel erfuhr, war ihm dies peinlich und lud Blücher offiziell nach Teterow ein. Durch seine Tochter ließ er ihm anstelle des sonst üblichen Stadttorschlüssels eine Tabakpfeife mit silbernem Deckel überreichen. Blücher soll die Übergabe mit den Worten „Wat futsch is, is futsch“ kommentiert haben. Aus dem Nachlass Blüchers gelangte die Pfeife wieder nach Teterow. Sie ist heute jedoch verschollen. Bekannt wurde diese Anekdote durch Fritz Reuter, der die Pfeife in der Teterower Pfarrkirche noch selber gesehen hat. Heute erinnert eine Skulptur der Pfeife am Platz des Friedens an diese Begebenheit.